# Liste des joueurs du Raja Club Athletic
Pour un article plus général, voir Raja Club Athletic.
Cet article représente la liste des joueurs ayant fait partie de l'effectif professionnel du Raja Club Athletic, club professionnel de football marocain basé à Casablanca.
Il s'agit d'une liste alphabétique indiquant:
- Le nom.
  - Les joueurs de l'effectif actuel sont indiqués en gras et en italique.
  - Le symbole  indique les joueurs ayant portés le brassard de capitaine.
- La nationalité sportive.
- Le poste de prédilection du joueur lors de son passage au club.
- La période que le joueur a passé au club.

Cette liste non exhaustive recense plus de 700 joueurs ayant connu au moins une apparition officielle avec l'équipe A du Raja CA entre 1949 (année de la fondation du club) et le 23 juillet 2025.

## Joueurs notables

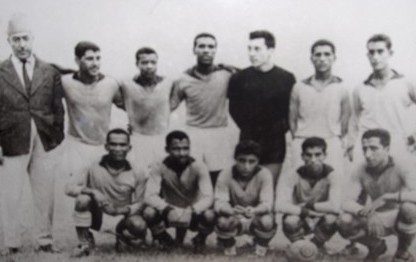
L'équipe du Raja en 1957 lors du premier Derby au Stade Philip

Depuis sa création, le Raja a vu évoluer différentes générations de joueurs qui ont porté la tunique verte et blanche. Plusieurs grands noms, parfois passés par le centre de formation, ou bien recrutés au Maroc ou à l'étranger, ont particulièrement marqué l'histoire du club, dont beaucoup d'entre eux furent également internationaux.
Formé exclusivement de joueurs marocains en 1949, le premier étranger n'arriva qu'en 1957, il s’agit du gardien de but français Pierre Macquet (1957-1960), qui rejoint les rangs du Raja sous l’influence de Mekki Laâraj, après avoir terminé son service militaire. Les premier temps du Raja, alors entraîné par Mohamed Naoui (1949-1953), furent marqués par de grands noms tels que Abdelkader Jalal (1950-1954), figure emblématique de l'histoire du club et surnommé « l'éleveur des générations », qui prendra en charge la formation de jeunes au Raja de 1956 jusqu'en 1989, Maati Bouabid (1950-1952), premier capitaine et qui a arrêté sa carrière après avoir prêté le serment d'avocat, Mohamed Roudani (1952-1964), deuxième capitaine qui a été choisi par Larbi Benmbarek avec la première sélection marocaine à l'occasion des Jeux panarabes 1957,, Abyad Weld Sbaiya (1950-1958), premier buteur de l'histoire du club, Mbarek Mangala (1953-1958), Hamid Bahij (1954-1967), auteur du premier but du Raja en première division en 1956 contre le SC Roches Noires et meilleur buteur de l'équipe en 1961 avec 10 buts, Ahmed Bettache alias P'tit Ahmed (1954-1958), Abderrahmane Acila (1955-1958), meilleur buteur du Raja en 1958 avec 10 réalisations, Mustapha Fahim alias Milazzo (1956-1967), Mohamed Khalfi (1956-1968), Mohamed Bhaïja (1956-1971), Mohamed Zarhouni alias Jdidi (1957-1962/1968-1969), premier joueur du Raja à évoluer en Europe, et Moussa Hanoun (1953-1963/1964-1966), meilleur buteur du championnat en 1960 avec 22 buts.
Succédant à Abdelkader Jalal en 1957, le Père Jégo assume ses fonctions d'entraîneur jusqu'en 1969 (avec de courtes période d'interruption), où il est à l'origine d'une génération de joueurs talentueux, dont Aziz Kebbaj (1961-1969), Ali Bendayan (1963-1971), Abdellah Zhar (1963-1966), Mohamed Abdelalim alias Bénini (1965-1977), ailier technique et rapide qui marqua un doublé lors de son premier derby en 1967,, son cousin Mustapha Choukri alias Petchou (1966-1975), considéré comme l'un des meilleurs joueurs de l'histoire du club, Azzeddine Abderrafi (1968-1973), Hamza Bourezgui (1967-1977), Omar Omary surnommé P'tit Omar (1969-1978), et bien évidemment le duo Saïd Ghandi (1964-1979), buteur historique du Derby avec 7 buts, et Houmane Jarir (1962-1977), meilleur buteur du championnat en 1967 avec 18 réalisations, et auteur de premier but de la sélection marocaine en Coupe du monde contre l'Allemagne en 1970.
La période des années 1970 assiste à l'émergence de nouveaux talents à leur tête Abdelmajid Dolmy (1970-1987/1990-1991), joueur le plus capé des verts et l'un des meilleurs joueurs de l'histoire du football marocain, Mjid El Hadry (1971-1979), Abdelhak Fethi (1971-1986), M'hamed Fakhir (1971-1982) qui s'est illustré en tant qu'entraineur à succès des années plus tard, Abdellatif Beggar (1972-1987), élégant meneur de jeu ayant offert au Raja deux coupes du trône en 1977 et 1982 en inscrivant les buts victorieux respectivement contre le DH Jadida et la RS Kénitra, Mohamed Laârabi (1972-1982), meilleur buteur du Raja en 1980 et 1981 qui avait marqué le but historique ayant offert au Raja son premier titre en 1974, Najib Mokhles (1975-1982), et Abdelhak Souadi (1977-1986), médaillé d'or aux Jeux méditerranéens de 1983.
Le début des années 1980 sera marqué par des joueurs tels que Mustapha Haddaoui (1979-1985), qui s'est distingué comme un buteur avéré en Europe, Hassan Mouahid (1978-1990), Mohamed Nejmi (1979-1989), Said Seddiki (1979-1991), Mehdi Mellouk (1979-1983), Driss Acha (1979-1990), Redouane Hajry (1982-1987), premier joueur marocain à disputer une finale de Ligue des champions UEFA en 1988 avec Benfica, Abderrahim Hamraoui (1982-1993), meilleur buteur et passeur de l'équipe en 1986 et auteur du but historique contre l'Union Sidi Kacem qui avait offert au Raja son premier championnat en 1988, et Abdellah Ouhamouch (1983-1986), buteur patenté recruté du club français AS Moulin.
À l'heure des premières aventures africaines, à la fin des années 1980, le club parvient à renforcer son effectif grâce à des recrutements, comme celui de l'international sénégalais Salif Diagne (en) (1987-1990), meilleur buteur de la Coupe des clubs champions 1989, Mustapha Souieb (1986-1994), Faouzi Kadmiri (1987-1992), Saïd Aït Salah (1987-1992), et à quelques joueurs formés au club tels que Mohamed Madih (1985-1992), Tijani El-Mâataoui (1985-1993), Taoufik Bertal (1986-1990), auteur du 1000e but du Raja en 1987 contre le Amal Belksiri, Khalid Moussalek (1986-1992), Fathi Jamal (1987-1992) et Bouazza Ouldmou (1987-1991), artisan du premier but du Raja en compétitions africaines contre Jeanne d'Arc en 1989. Après, d'autres joueurs étrangers consolideront l'équipe tels que Alain Gouméné (1991-1992), portier de la sélection ivoirienne qui a remporté la CAN 1992 et Tahar Chérif El-Ouazzani (1993-1995), international algérien vainqueur de la CAN 1990.

Formation lors de la finale du Mondial 2013 face au Bayern Munich

La moitié de la décennie marque l'âge d'or du Raja où il dominera la scène nationale, en alignant un record de six titres de champion de 1995 à 2002, et la scène continentale avec de multiples sacres africains. Cette ère sera marquée par de grands noms tels que Mustapha Khalif (1988-1999), auteur d'un doublé lors du célèbre «Derby 5-1», Mustapha Moustawdae (1988-2000), ailier agile et très technique considéré comme l'un des meilleurs attaquants de l'histoire du football marocain,, Omar Nejjary (1992-2000/2007-2010), Salaheddine Bassir (1991-1997), deuxième meilleur buteur de l'histoire de la sélection marocaine avec 27 buts, Redouane El Haimer (1994-2006) et Abdellatif Jrindou (1995-2001/2004-2010), les deux joueurs les plus titrés de l'histoire du club avec 16 et 15 trophées respectivement, Abdelkarim Nazir (1995-1998), Mustapha Chadli (1996-2005), portier marocain le plus titré de l'histoire, Réda Ryahi (1997-2000), meilleur joueur du Maroc en 1998, et l'international gabonais Dieudonné Londo (1997-1999). Le niveau des joueurs permet au club d'effectuer plusieurs transferts à destination des meilleurs championnats européens, à l'image de Youssef Rossi (1995-1997) au Stade rennais, Jamal Sellami (1995-1998) au Beşiktaş JK, Abdelilah Fahmi (1994-1999) au Lille OSC, Talal El Karkouri (1995-2000) au Paris SG, ou Youssef Safri (1997-2001) à Coventry City.
Le départ de ces joueurs ouvrira la voie à d'autre jeunes talents, qui s'imposeront au sein de l'équipe première à l'instar de Hicham Misbah (1999-2007), Bouchaib El Moubarki (1999-2001/2010-2012), Zakaria Aboub (1999-2002), Hamid Nater (1999-2002/2003-2005), Sami Tajeddine (2000-2009), Nabil Mesloub (2000-2011), Marouane Zemmama (2000-2006/2013-2014), et Elamin Erbate (2001-2008/2010-2013). Les consécrations africaines de 2002 et 2003 ont été également marqués par d'autres joueurs tels que Hicham Aboucherouane (2000-2007/2010-2011), meilleur buteur de la Ligue des champions 2002, Noureddine Kacemi (2000-2004), François Endene (2001-2003), les internationaux burkinabés Yssouf Koné (2002-2004) et Ali Diallo (2002-2004), Mustapha Bidoudane (2002-2006), meilleur buteur du championnat en 2002 et 2003, l'international nigérian Moussa Soulaiman (2002-2005), Nouredine Harouach (2002-2006), et Edgar Loué (2003-2006).

Formation lors de la Supercoupe 2019 face à l'Espérance de Tunis

Le club adoptera par la suite une politique de rajeunissement qui permettra l'éclosion de plusieurs jeunes joueurs, à l'image de Soufiane Alloudi (2003-2007), sportif marocain de l'année en 2007, Mouhcine Iajour (2004-2007/2012-2014/2017-2019), meilleur buteur du championnat en 2018 et 2019 , l'international malien Modibo Maïga (2004-2006), Zakaria Zerouali (2005-2011), Rachid Soulaimani (2005-2015), Said Fattah (2005-2011), Jesús Gómez (2006-2007), Hassan Tair (2006-2012), Mohsine Moutouali (2006-2014/2019-2022), capitaine et meilleur joueur du championnat en 2011, 2013 et 2014, Mohamed Oulhaj (2007-2019), meilleur défenseur du championnat en 2009, Abdessamad Ouhaki (2007-2012) et Yassine Salhi (2007-2016), meilleur passeur du championnat en 2014.
L'épopée du Raja lors du Mondial 2013 est marquée par une panoplie de joueurs qui s'est développée sous la houlette de M'hamed Fakhir, même s'il a été remplacé par Faouzi Benzarti à quelques jours de la compétition. À leur tête figure Khalid Askri (2012-2015), Adil Karrouchi (2012-2018), Zakaria El Hachimi (2012-2017), Issam Erraki (2013-2014/2015-2018), Koukou Guehi (2010-2015), Vianney Mabide (2012-2015) et Abdelilah Hafidi (2011-2022/2023), meilleur espoir en 2013 et meilleur passeur du championnat en 2017 et 2018.
La moitié et la fin de la décennie voit l'émergence de nouveaux joueurs tels que Anas Zniti (2015-2025), meilleur gardien de but du championnat en 2013, 2017 et 2020, Badr Benoun (2015-2020/2025-), capitaine et meilleur défenseur du championnat en 2018, Omar Boutayeb (2015-2022), Mahmoud Benhalib (2016-2022), meilleur buteur de la Coupe de la confédération 2018, Abderrahim Achchakir (2017-2021), Zakaria Hadraf (2017-2019/2022-2023), Soufiane Rahimi (2018-2021), meilleur joueur du championnat en 2020 et 2021 et Ben Malango (2019-2021), meilleur buteur étranger de l'histoire du club avec 35 buts.

## Liste des joueurs

### A

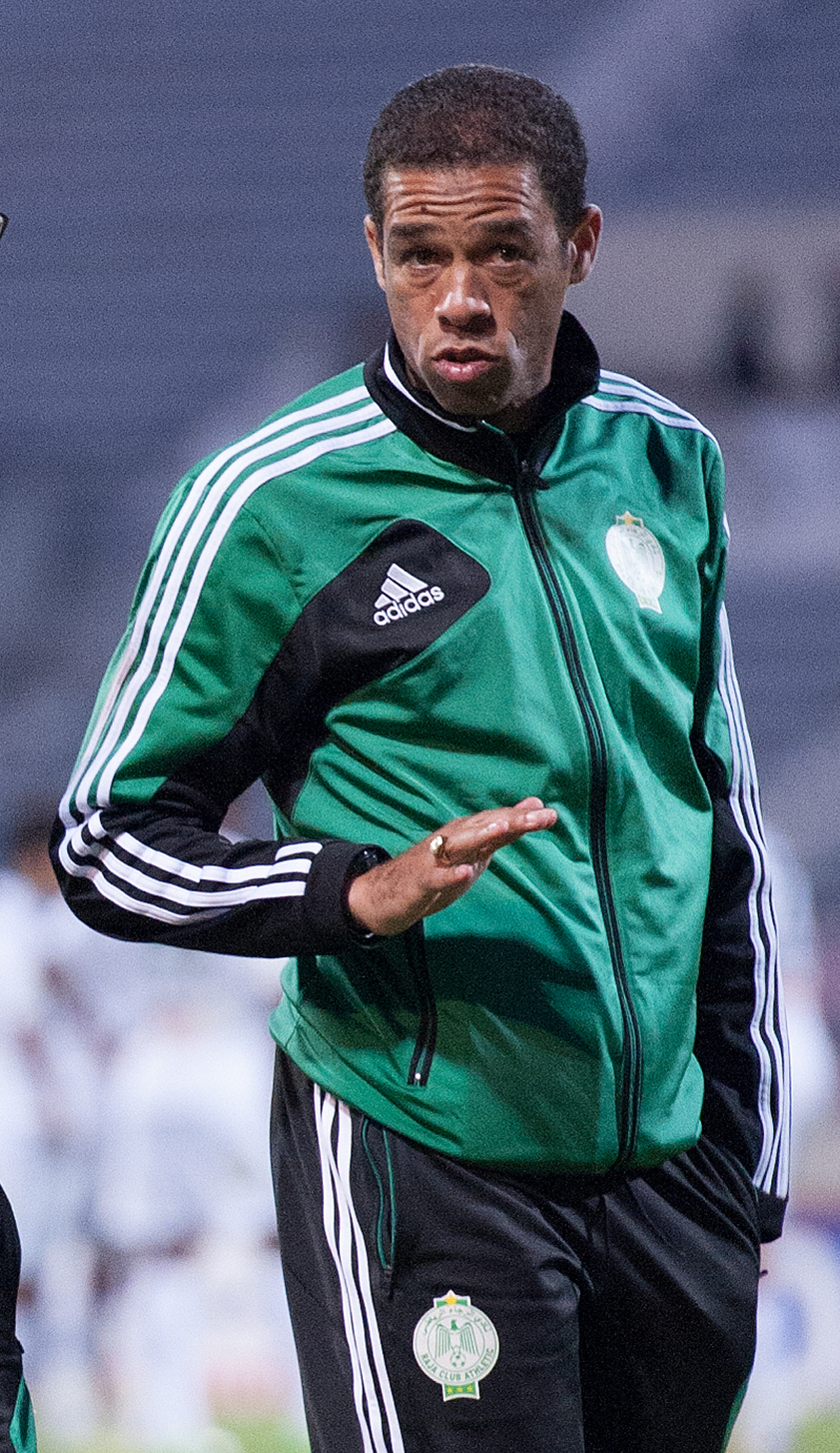
Hafid Abdessadek

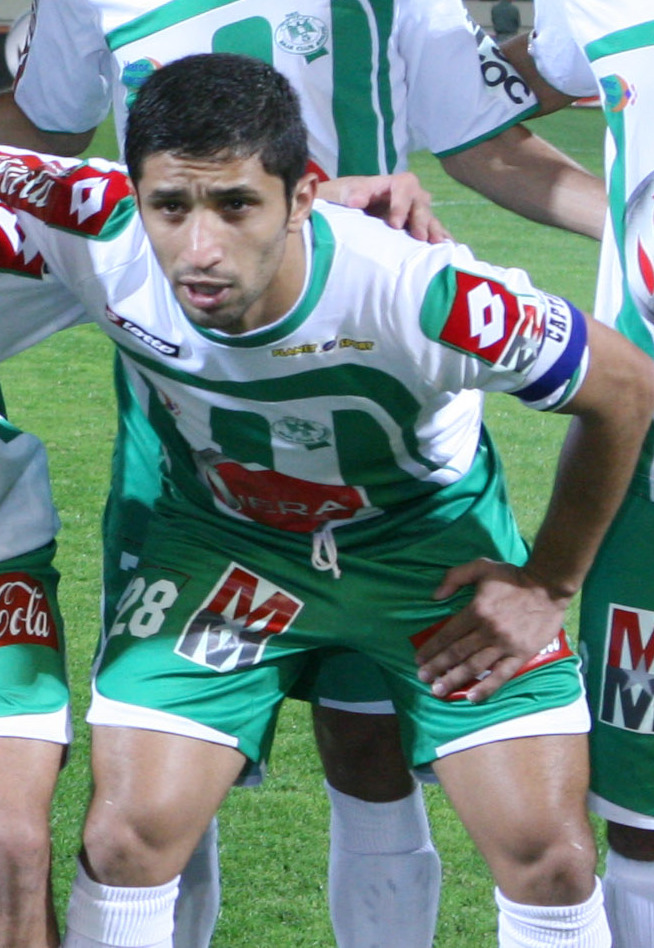
Zakaria Aboub

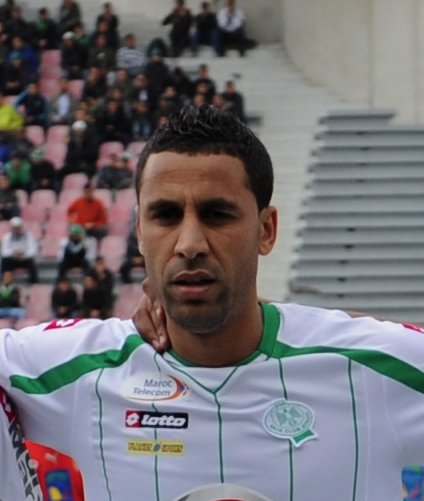
Hicham Aboucherouane

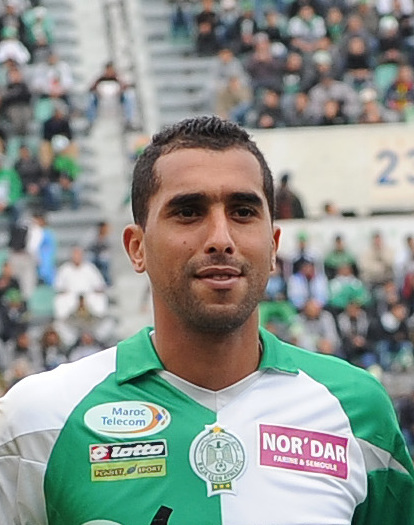
Hamza Abourazzouk

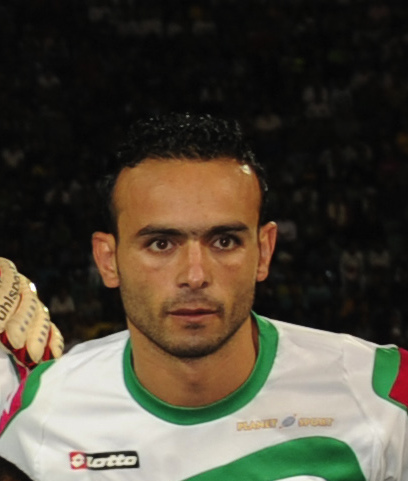
Mourad Ainy

- Haut – A
- B
- C
- D
- E
- F
- G
- H
- I
- J
- K
- L
- M
- N
- O
- P
- Q
- R
- S
- T
- U
- V
- W
- X
- Y
- Z

| Nom                     | Nationalité | Poste             | Période                       |
| ----------------------- | ----------- | ----------------- | ----------------------------- |
| Abdeslam Aamani         | Maroc       | Défenseur central | 1962-1969                     |
| Aziz Aaniba             | Maroc       | Défenseur latéral | 1992-1995                     |
| Abdellah                | Maroc       | Milieu de terrain | 1968-1969                     |
| Abdenbi                 | Maroc       | Milieu de terrain | 1958-1961                     |
| Anis Abdellatif         | Maroc       | Attaquant         | 1975-1976                     |
| Azzeddine Abderrafi     | Maroc       | Milieu de terrain | 1968-1973                     |
| Hafid Abdessadek        | Maroc       | Milieu de terrain | 1997-2002                     |
| Abdelouahed Abdessamad  | Maroc       | Attaquant         | 2001-2005                     |
| Víctor Ábrego           | Bolivie     | Attaquant         | 2023-                         |
| Zakaria Aboub           | Maroc       | Milieu de terrain | 1999-2002 2009-2010           |
| Hicham Aboucherouane    | Maroc       | Attaquant         | 1999-2004 2004-2005 2010-2011 |
| Hamza Abourazzouk       | Maroc       | Attaquant         | 2012-2015                     |
| Driss Acha              | Maroc       | Défenseur central | 1979-1990                     |
| Abderrahmane Acila      | Maroc       | Milieu de terrain | 1955-1958                     |
| Youssef Achami          | Maroc       | Attaquant         | 1999-2000                     |
| Abderrahim Achchakir    | Maroc       | Milieu de terrain | 2017-2021                     |
| Lope Acosta             | Espagne     | Attaquant         | 1987-1988                     |
| Youssef Agnaou          | Maroc       | Milieu de terrain | 2008-2010                     |
| Hamid Ahaddad           | Maroc       | Attaquant         | 2019-2020 2021-2022           |
| Roger Aholou            | Togo        | Milieu de terrain | 2022-2024                     |
| Mourad Ainy             | Maroc       | Défenseur central | 2007-2009 2010-2011           |
| Abdelhakim Ait Boulmane | Maroc       | Gardien de but    | 2001-2003                     |
| Lyazid Ait Errami       | Maroc       | Défenseur latéral | 1973-1979                     |
| Abdelhak Ait Laarif     | Maroc       | Attaquant         | 2011-2012                     |
| Saïd Aït Saleh          | Maroc       | Gardien de but    | 1987-1992                     |
| El Mehdi Al Harrar      | Maroc       | Gardien de but    | 2024-                         |
| Saifeddine Alami        | Maroc       | Milieu de terrain | 2018-2019                     |
| Hassan Alas             | Maroc       | Milieu de terrain | 2010-2011                     |
| Ali Bendayan            | Maroc       | Attaquant         | 1963-1971                     |
| Naim Allah              | Maroc       | Gardien de but    | 1977-1982                     |
| Soufiane Alloudi        | Maroc       | Attaquant         | 2003-2007                     |
| Hicham Allouch          | Maroc       | Gardien de but    | 2014-2017                     |
| Hani Amamou             | Tunisie     | Défenseur central | 2024-2025                     |
| Abdeslam Amani          | Maroc       | Défenseur central | 1960-1970                     |
| Mourad Amdah            | Maroc       | Attaquant         | 1994-1998                     |
| Faycal Amikaddour       | Maroc       | Attaquant         | 2001                          |
| Salaheddine Amila       | Maroc       | Attaquant         | 2021                          |
| Kacemi Amkar            | Maroc       | Défenseur latéral | 2001-2002                     |
| Abdelaziz Anini         | Maroc       | Milieu de terrain | 1972-1974                     |
| Kamal Anis              | Maroc       | Milieu de terrain | 2007-2009                     |
| Youssef Anouar          | Maroc       | Attaquant         | 2017                          |
| Salaheddine Aqqal       | Maroc       | Attaquant         | 2014-2015                     |
| Mohamed Armoumen        | Maroc       | Attaquant         | 2000-2003 2008-2009           |
| Omar Arjoune            | Maroc       | Milieu de terrain | 2019-2022                     |
| Bouchaib Arrassi        | Maroc       | Défenseur central | 2023-                         |
| Nathaniel Asamoah       | Ghana       | Attaquant         | 2015                          |
| Khalid Askri            | Maroc       | Gardien de but    | 2012-2015                     |
| Younes Ataba            | Maroc       | Gardien de but    | 2008-2012                     |
| Mehdi Attouchi          | Maroc       | Défenseur central | 2014-2015                     |
| Mohamed Awal            | Ghana       | Défenseur central | 2015-2016                     |
| Khalil Azmi             | Maroc       | Gardien de but    | 1992-1994                     |
| Mehdi Azouar            | Maroc       | Défenseur central | 2004-2009                     |

### B

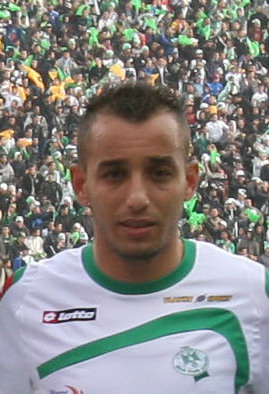
Soufiane Alloudi

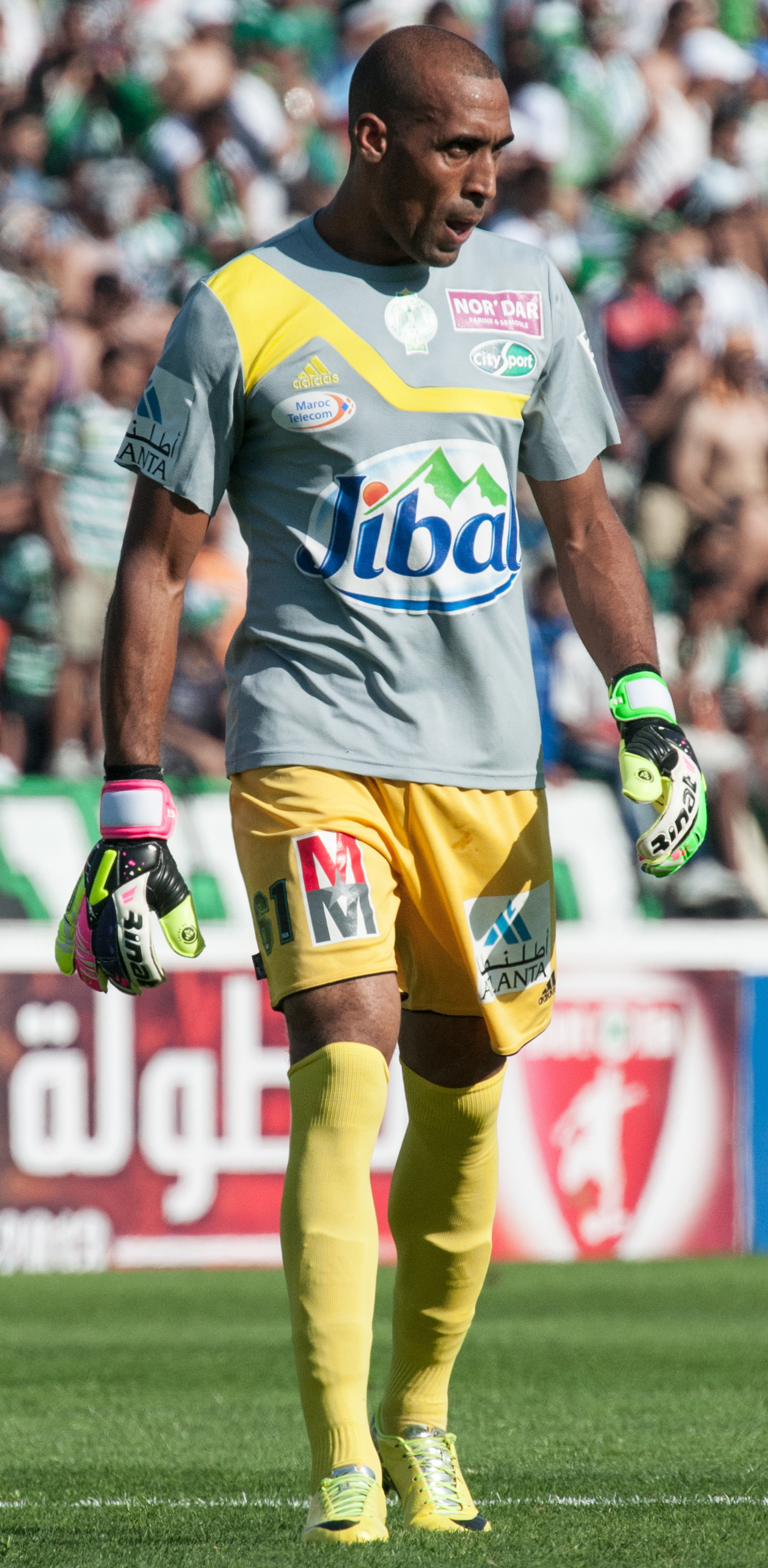
Khalid Askri

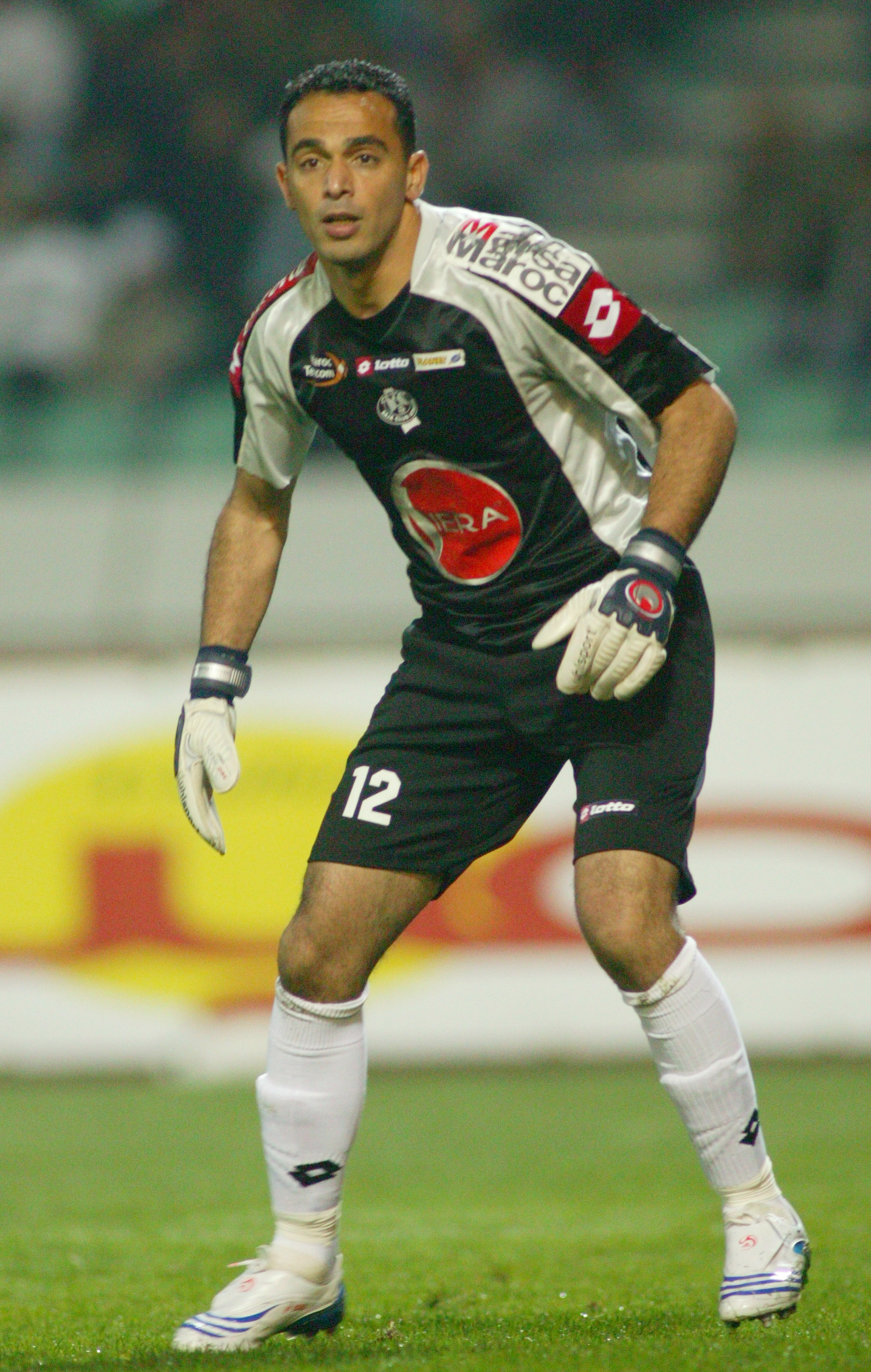
Younes Ataba

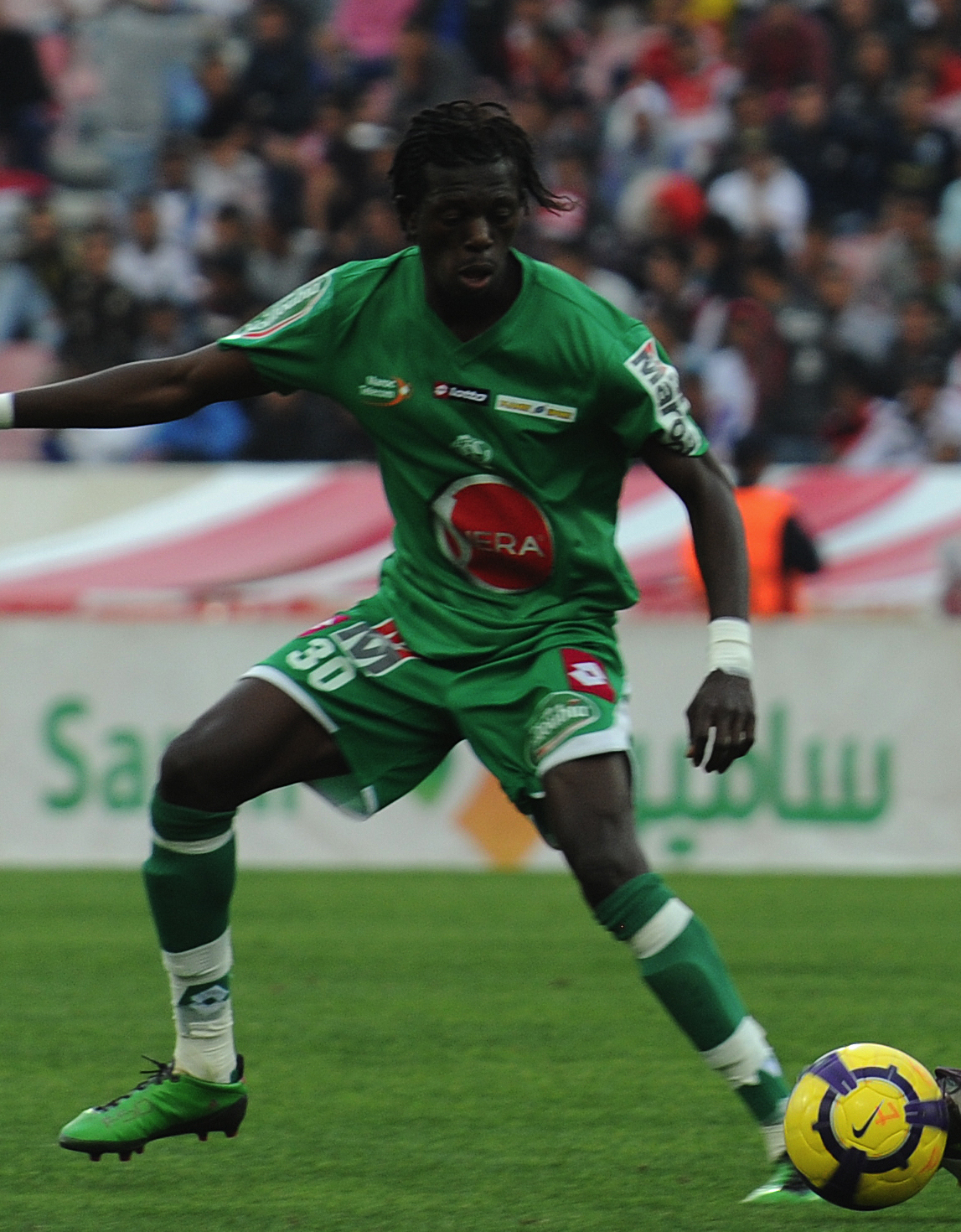
Mamadou Baila

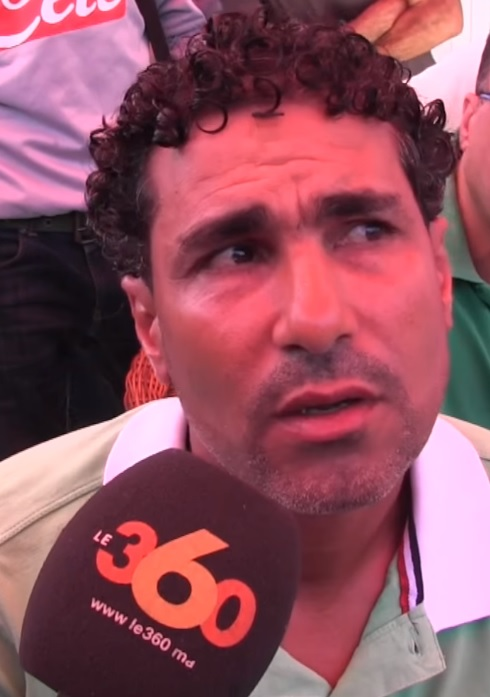
Salaheddine Bassir

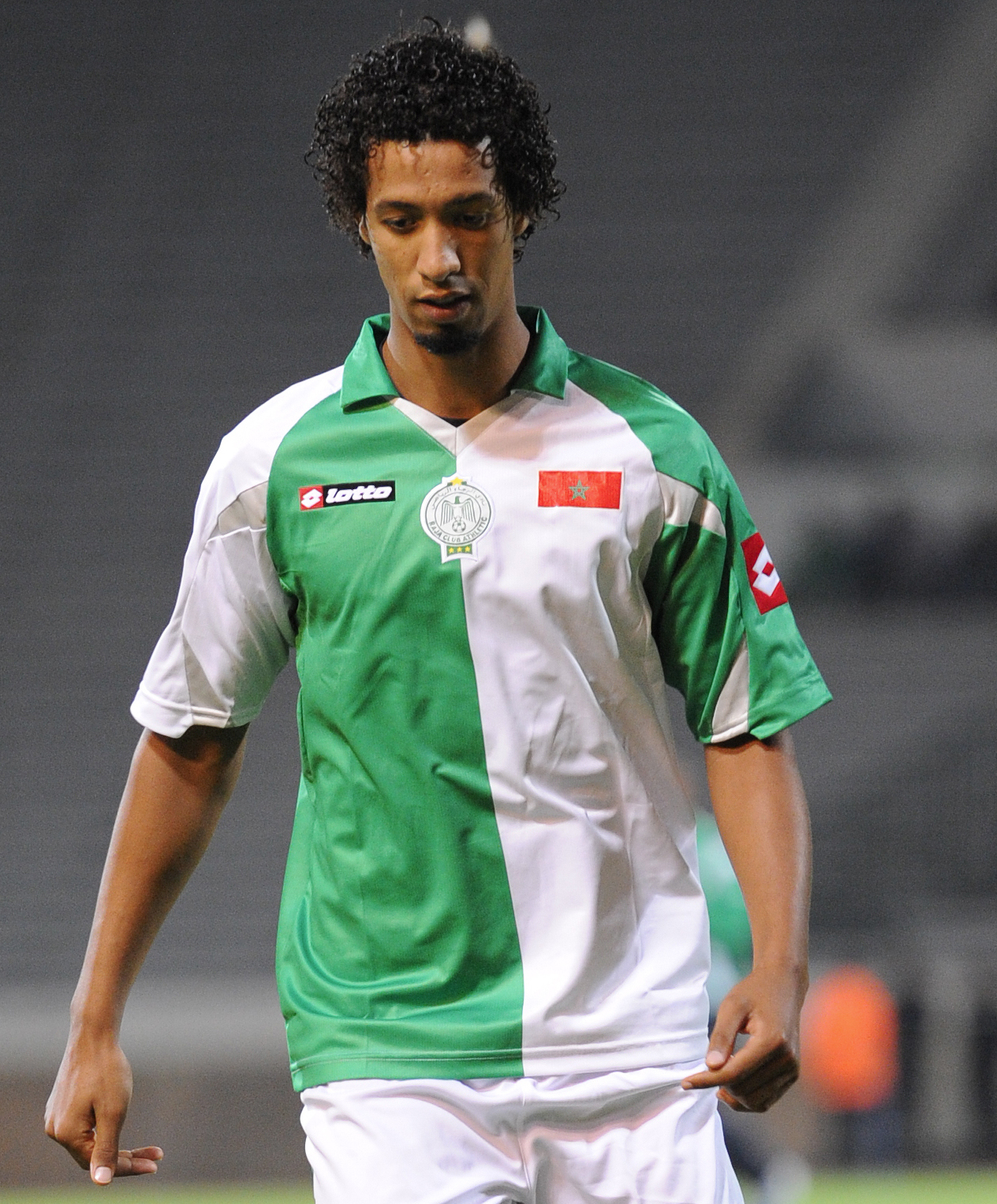
Abdelfattah Boukhriss

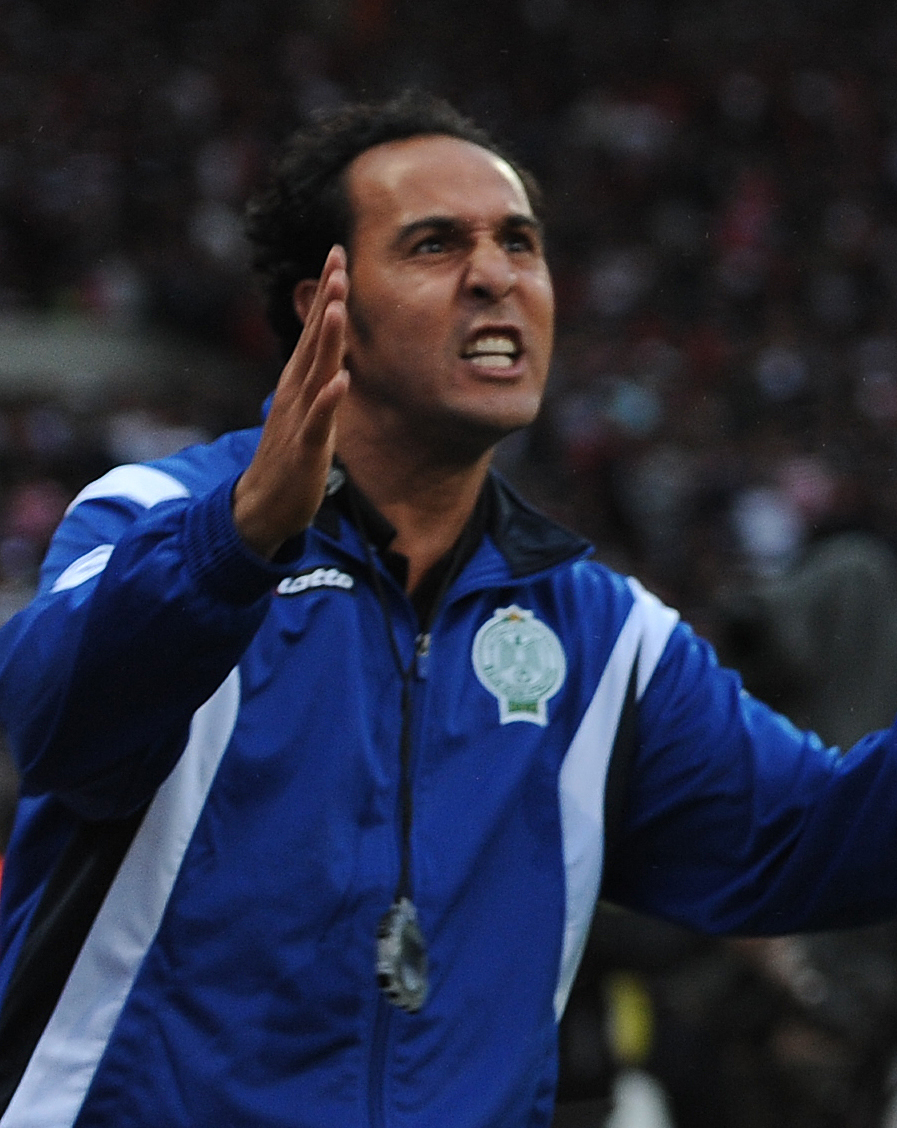
Mustapha Chadli

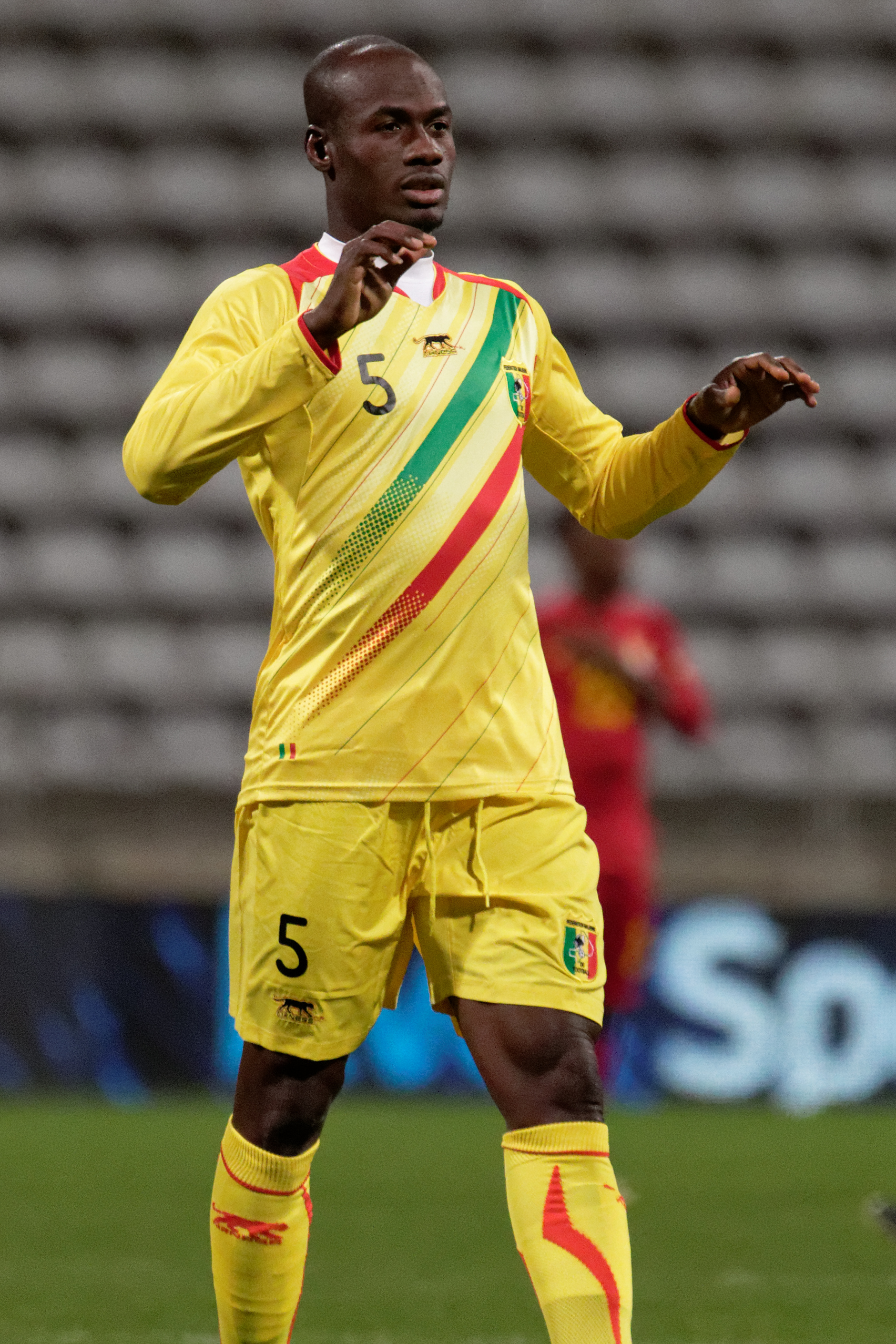
Idrissa Coulibaly

- Haut – A
- B
- C
- D
- E
- F
- G
- H
- I
- J
- K
- L
- M
- N
- O
- P
- Q
- R
- S
- T
- U
- V
- W
- X
- Y
- Z

| Nom                        | Nationalité                      | Poste             | Période                       |
| -------------------------- | -------------------------------- | ----------------- | ----------------------------- |
| Abdelkrim Baadi            | Maroc                            | Défenseur latéral | 2024-                         |
| Mohamed Baayou             | Maroc                            | Gardien de but    | 2023-2024                     |
| Michel Babatunde           | Nigeria                          | Attaquant         | 2015-2016                     |
| Mbaye Badji                | Sénégal                          | Attaquant         | 1999-2001                     |
| Abdessamad Badaoui         | Maroc                            | Défenseur latéral | 2022-2024                     |
| Moussa Badiane             | Sénégal                          | Attaquant         | 1994-1995                     |
| Beni Badibanga             | République démocratique du Congo | Attaquant         | 2022                          |
| Idriss Badidi              | Maroc                            | Défenseur latéral | 1990-1992                     |
| Anouar Baghdadi            | Maroc                            | Milieu de terrain | 1998-2000                     |
| Saidou Bah Bangoura        | Guinée                           | Attaquant         | 1988-1989                     |
| Ahmed Bahja                | Maroc                            | Attaquant         | 2002-2003                     |
| Salaheddine Bahi           | Maroc                            | Milieu de terrain | 2018-2019                     |
| Mohamed Bahim              | Maroc                            | Attaquant         | 1973-1975                     |
| Hamid Bahij                | Maroc                            | Milieu de terrain | 1954-1967                     |
| Mustapha Bahlioui          | Maroc                            | Milieu de terrain | 1982-1983                     |
| Mamadou Baila              | Sénégal                          | Milieu de terrain | 2010-2012                     |
| Adama Bakayoko             | Côte d'Ivoire                    | Attaquant         | 2012                          |
| Amara Bakayoko             | Côte d'Ivoire                    | Défenseur central | 1998-1999                     |
| Paul Moussa Bakayoko       | Côte d'Ivoire                    | Attaquant         | 2014-2015                     |
| Yasser Baldé               | Guinée                           | Défenseur central | 2024-2025                     |
| Abdelkader Bakdir          | Maroc                            | Milieu de terrain | 1960-1972                     |
| Redouane Baqlal            | Maroc                            | Milieu de terrain | 2007-2010                     |
| Noureddine Baskar          | Maroc                            | Défenseur central | 2014-2015                     |
| Salaheddine Bassir         | Maroc                            | Attaquant         | 1991-1997                     |
| Mustapha Bark              | Maroc                            | Milieu de terrain | 1989-1991                     |
| Abdellatif Beggar          | Maroc                            | Milieu de terrain | 1973-1978 1979-1983 1986-1987 |
| Mohamed Beggar             | Maroc                            | Gardien de but    | 1965-1968                     |
| Adil Bekkari               | Maroc                            | Défenseur central | 2000-2007                     |
| Mohamed Bekkari            | Maroc                            | Défenseur central | 1995-1998                     |
| Youssef Bekkari            | Maroc                            | Attaquant         | 2020-2021                     |
| Driss Belaamri             | Maroc                            | Milieu de terrain | 2011-2012                     |
| Mostafa Belamkadem         | Maroc                            | Défenseur central | 2014-2016                     |
| Youssef Belammari          | Maroc                            | Milieu de terrain | 2023-                         |
| Mustapha Belhassan         | Maroc                            | Milieu de terrain | Années 1950                   |
| Houari Belkhatouat         | Algérie                          | Milieu de terrain | 1993-1994                     |
| Abdelkarim Bellahmar       | Maroc                            | Milieu de terrain | 1996-1998                     |
| Youness Bellakhdar         | Maroc                            | Défenseur latéral | 2009-2011                     |
| Hicham Belmamoune          | Maroc                            | Milieu de terrain | 1998-2000                     |
| Mohammed Ali Bemammer      | Maroc                            | Milieu de terrain | 2014-2015                     |
| Benaissa Benamar           | Maroc                            | Défenseur central | 2024-2025                     |
| Riyad Benayad              | Algérie                          | Attaquant         | 2024                          |
| Fettah Benbarek            | Maroc                            | Gardien de but    | 1980-1982                     |
| Abdelhak Benbella          | Maroc                            | Défenseur central | 2002                          |
| Tarik Bendamou             | Maroc                            | Attaquant         | 2004-2006                     |
| Benjilali                  | Maroc                            | Gardien de but    | 1954-1957                     |
| Mohamed Benghmimou         | Maroc                            | Défenseur central | 1967-1974                     |
| Raouf Benguit              | Algérie                          | Milieu de terrain | 2022-2023                     |
| Mahmoud Benhalib           | Maroc                            | Attaquant         | 2016-2022                     |
| Abdelmajid Benhaki         | Maroc                            | Attaquant         | 1978-1986                     |
| Jean-Marc Benie            | Côte d'Ivoire                    | Attaquant         | 2006-2007                     |
| Soufiane Benjdida          | Maroc                            | Attaquant         | 2021-2023                     |
| Ismail Benlamaalem         | Maroc                            | Défenseur central | 2009-2012 2013-2015 2017-2018 |
| Badr Benoun                | Maroc                            | Défenseur central | 2015-2020 2025-               |
| Mahmoud Bentayg            | Maroc                            | Défenseur latéral | 2022-2023                     |
| Khalil Bezdaoui            | Maroc                            | Défenseur latéral | 2002-2004                     |
| Abdelhadi Benziza          | Maroc                            | Attaquant         | 2006-2007                     |
| Abdelmoula Berrabeh        | Maroc                            | Milieu de terrain | 2010-2011                     |
| Taoufik Bertal             | Maroc                            | Milieu de terrain | 1986-1989                     |
| Noureddine Beskar          | Maroc                            | Milieu de terrain | 2014-2015                     |
| Mustapha Bettache          | Maroc                            | Défenseur central | 1963-1966                     |
| Bouchaib Bettachi          | Maroc                            | Attaquant         | 2001-2003                     |
| Mohamed Abdelalim (Bénini) | Maroc                            | Attaquant         | 1965-1977                     |
| Mohamed Bhaïja             | Maroc                            | Attaquant         | 1956-1971                     |
| Mustapha Bidoudane         | Maroc                            | Attaquant         | 2002-2006                     |
| Federico Bikoro            | Guinée équatoriale               | Milieu de terrain | 2024-2025                     |
| Mouhsine Bodda             | Mauritanie                       | Milieu de terrain | 2024-2025                     |
| Mohamed Bouabdellaoui      | Maroc                            | Gardien de but    | 1998-2002                     |
| Maati Bouabid              | Maroc                            | Milieu de terrain | 1950-1952                     |
| Hassan Bouain              | Maroc                            | Milieu de terrain | 2018-2019                     |
| Mohamed Bouamira           | Maroc                            | Gardien de but    | 2017-2021                     |
| Khalid Bouarib             | Maroc                            | Défenseur central | 2003-2005                     |
| Ayoub Boucheta             | Maroc                            | Défenseur latéral | 2015-2016                     |
| Bougrine                   | Maroc                            | Défenseur central | 1978-1979                     |
| Ali Boujaâra               | Maroc                            | Milieu de terrain | 1998-2000                     |
| Mohamed Boujad             | Maroc                            | Gardien de but    | 2012-2013 2014-2017           |
| Miloud Boukhantar          | Maroc                            | Défenseur central | 1962-1971                     |
| Abdelfattah Boukhriss      | Maroc                            | Défenseur central | 2012-2013                     |
| Mohamed Boulacsoute        | Maroc                            | Défenseur latéral | 2022-                         |
| Mohamed Bouldini           | Maroc                            | Attaquant         | 2015-2016                     |
| Omar Bouny                 | Maroc                            | Milieu de terrain | 1972-1973                     |
| Hamza Bourezgui            | Maroc                            | Défenseur central | 1967-1977                     |
| Mohamed Amine Bourkadi     | Maroc                            | Gardien de but    | 2007-2010                     |
| Hamza Boussedra            | Maroc                            | Milieu de terrain | 2015-2016                     |
| Omar Boutayeb              | Maroc                            | Défenseur latéral | 2015-2022                     |
| Yousri Bouzok              | Algérie                          | Attaquant         | 2022-                         |
| Abdelkader Bozambo         | Maroc                            | Défenseur central | 1965-1969                     |
| Rachid Brija               | Maroc                            | Milieu de terrain | 1986-1987                     |

### C

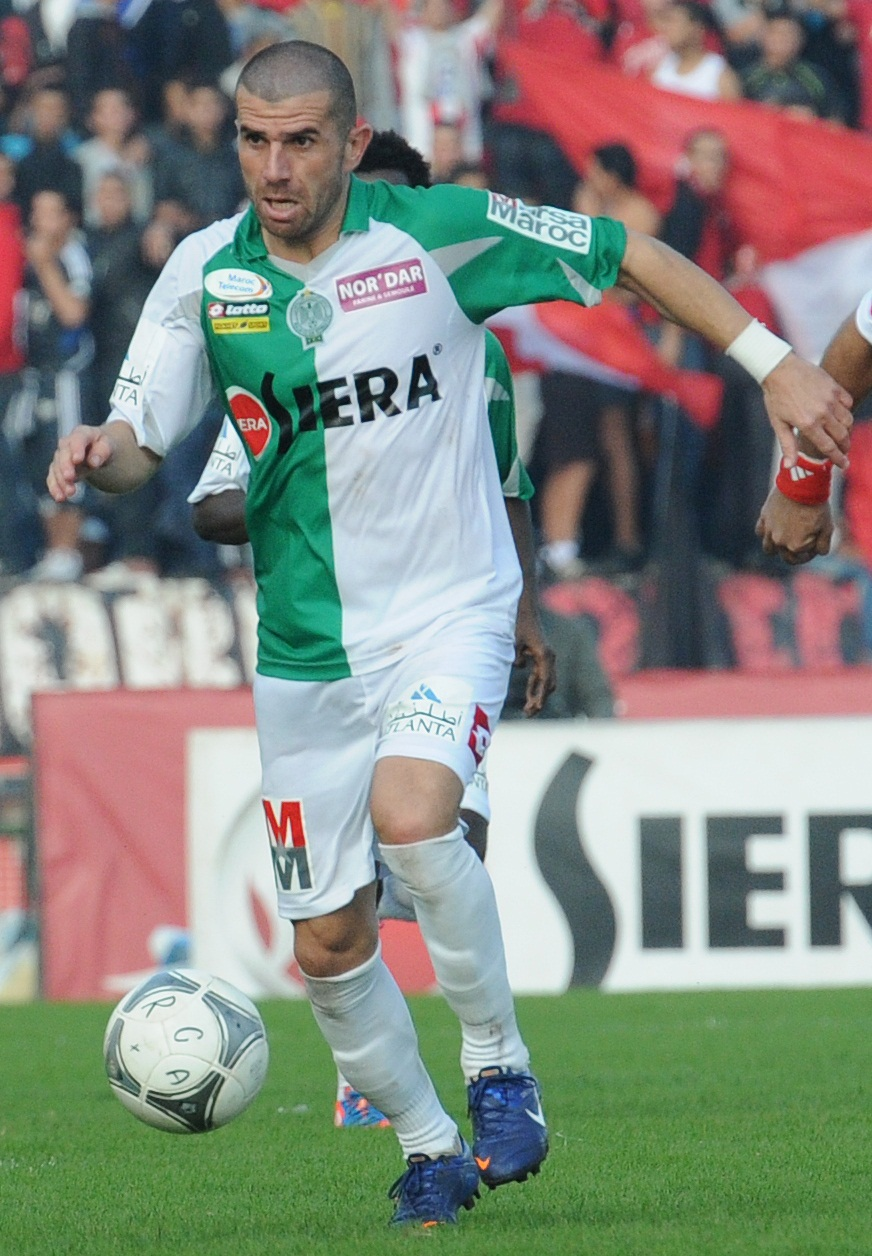
Adel Chedli

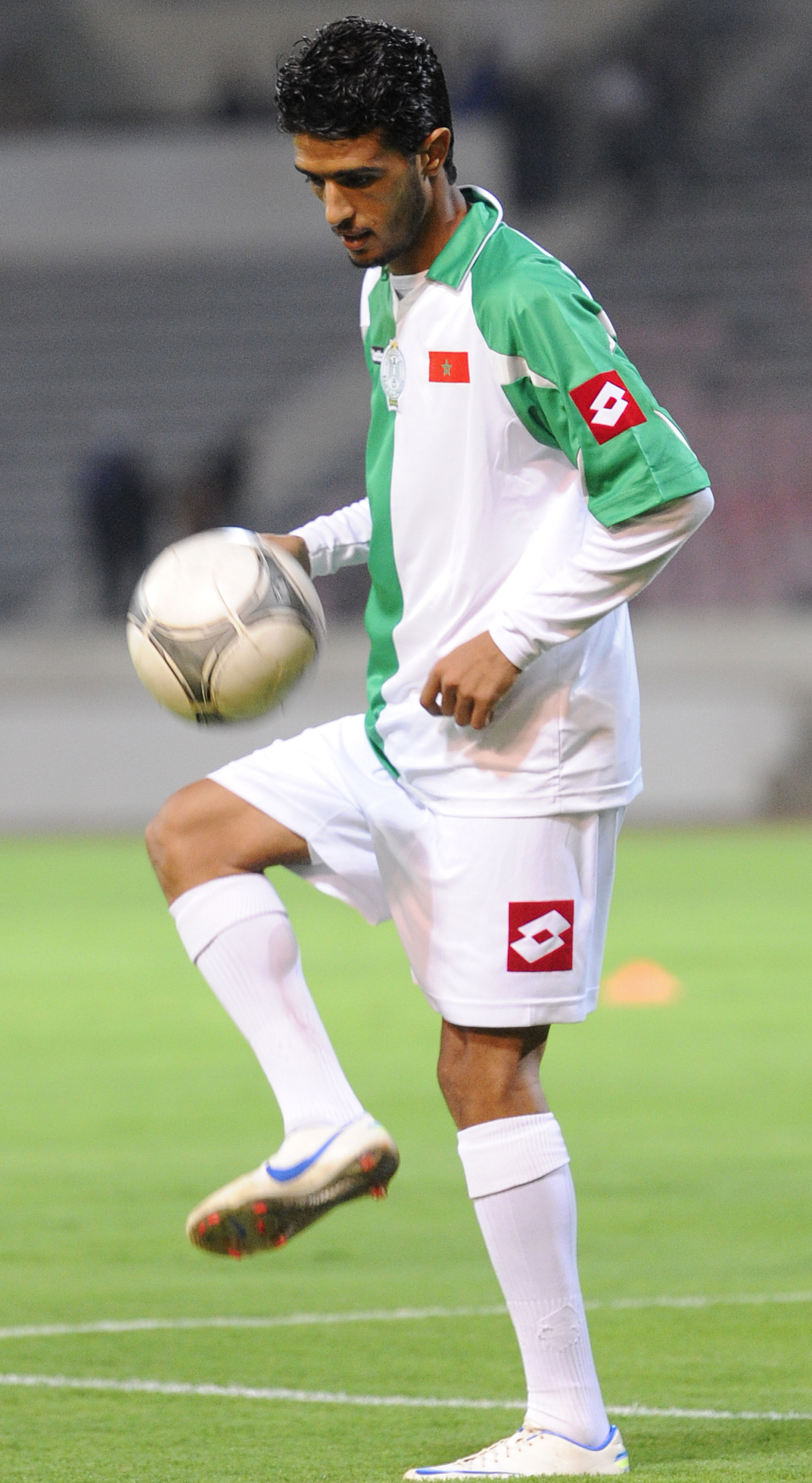
Chems-Eddine Chtibi

- Haut – A
- B
- C
- D
- E
- F
- G
- H
- I
- J
- K
- L
- M
- N
- O
- P
- Q
- R
- S
- T
- U
- V
- W
- X
- Y
- Z

| Nom                      | Nationalité | Poste             | Période             |
| ------------------------ | ----------- | ----------------- | ------------------- |
| Ahmadou Camara           | Guinée      | Milieu de terrain | 2022-2024           |
| Zakaria Chaabani         | Maroc       | Défenseur latéral | 2011-2012           |
| Ayoub Chaboud            | Maroc       | Défenseur latéral | 2021-2022           |
| Mustapha Chadli          | Maroc       | Gardien de but    | 1996-2005           |
| Abdessamad Chahiri       | Maroc       | Défenseur         | 2003-2007           |
| Abdelouahed Chakhsi      | Maroc       | Défenseur         | 2006-2010           |
| Adel Chedli              | Tunisie     | Milieu de terrain | 2012-2013           |
| Youssef Chenguiti        | Maroc       | Défenseur central | 2005-2006           |
| Jawad Chennaoui          | Maroc       | Attaquant         | 1977-1983 1985-1986 |
| Mohamed Chennouf         | Maroc       | Gardien de but    | 2016-2019           |
| Tahar Chérif El-Ouazzani | Algérie     | Milieu de terrain | 1993-1995           |
| Mohamed Chibi            | Maroc       | Défenseur latéral | 2011-2012           |
| Abderrahim Chkilit       | Maroc       | Défenseur central | 2005-2008           |
| Mohamed Choukri          | Maroc       | Milieu de terrain | 1956-1964           |
| Chems-Eddine Chtibi      | Maroc       | Milieu de terrain | 2012-2014           |
| Mustapha Chtioui         | Maroc       | Attaquant         | 1992-1995           |
| Idrissa Coulibaly        | Mali        | Défenseur central | 2013-2014           |
| Salif Coulibaly          | Mali        | Défenseur central | 2019                |
| Ahmed Couscous           | Maroc       | Gardien de but    | 1973-1977           |

### D

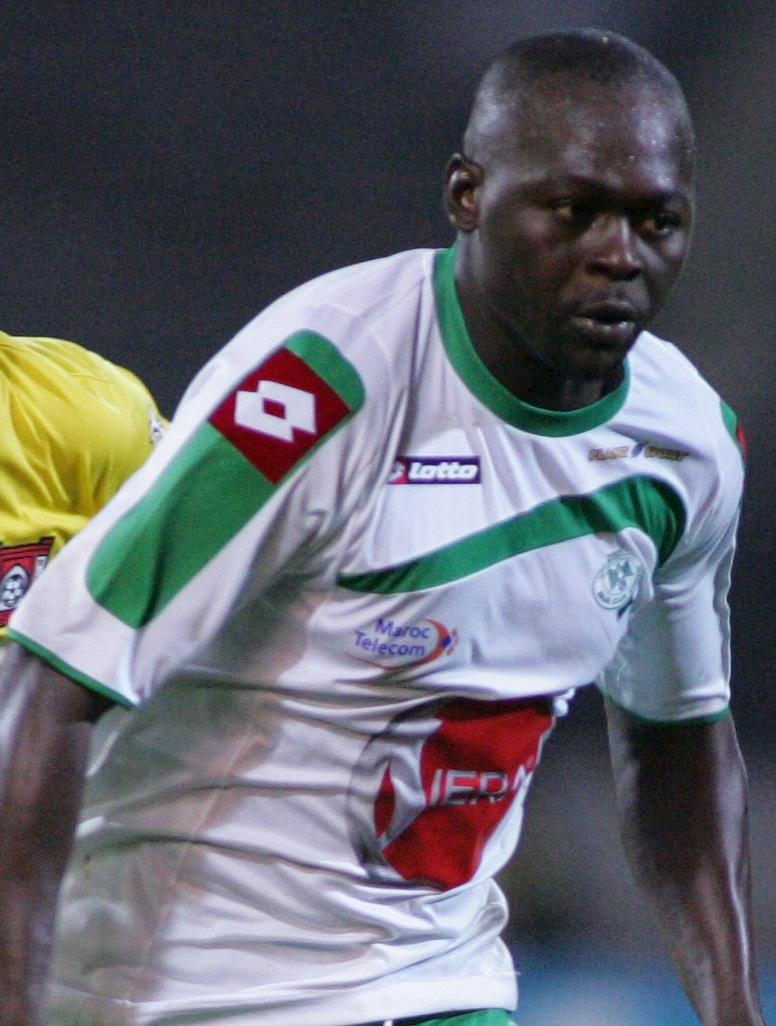
Pape Ciré Dia

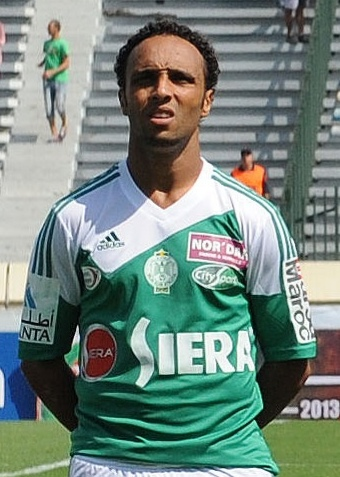
Issam Erraki

- Haut – A
- B
- C
- D
- E
- F
- G
- H
- I
- J
- K
- L
- M
- N
- O
- P
- Q
- R
- S
- T
- U
- V
- W
- X
- Y
- Z

| Nom                   | Nationalité    | Poste             | Période             |
| --------------------- | -------------- | ----------------- | ------------------- |
| Abdessalam Dâakali    | Maroc          | Gardien de but    | 1997-2000           |
| Bouchaib Dahane       | Maroc          | Milieu de terrain | 1998-2001           |
| Ayman Dahir           | Maroc          | Défenseur central | 1992-1993           |
| Bilal Danguir         | Maroc          | Attaquant         | 2010-2011           |
| Hassan Daoudi         | Maroc          | Attaquant         | 2005-2008           |
| Redouane Dardouri     | Maroc          | Défenseur latéral | 2012-2014           |
| Abderrezak Deghay     | Maroc          | Milieu de terrain | 1970-1983           |
| Souleymane Demba      | Mali           | Milieu de terrain | 2009-2012           |
| Mustapha Derouich     | Maroc          | Milieu de terrain | 1977-1983           |
| Salif Diagne (en)     | Sénégal        | Attaquant         | 1987-1990           |
| Ciré Dia              | Sénégal        | Milieu de terrain | 2007-2010           |
| Mohamed Ali Diallo    | Burkina Faso   | Attaquant         | 2002-2004           |
| Oumar Diallo          | Sénégal        | Gardien de but    | 1994-1996           |
| Abada Didi            | Sénégal        | Attaquant         | 1998-1999           |
| Muller Dinda          | Gabon          | Milieu de terrain | 2018-2019           |
| Bouchaib Digo         | Maroc          | Défenseur central | Années 1960         |
| Omar Diop             | Sénégal        | Milieu de terrain | 2010-2012           |
| Said Dghay            | Maroc          | Gardien de but    | 1995-1998           |
| Tahar Doghmi          | Maroc          | Milieu de terrain | 2007-2008           |
| Abdelmajid Dolmy      | Maroc          | Milieu de terrain | 1970-1987 1990-1991 |
| Haashim Domingo       | Afrique du Sud | Milieu de terrain | 2023-2024           |
| Charlie Dopékoulouyen | Centrafrique   | Attaquant         | 2011-2012           |
| Mohamed Douik         | Maroc          | Défenseur latéral | 2017-2021           |
| Nacerdine Drid        | Algérie        | Gardien de but    | 1988-1989           |
| Zakaria Driouech      | Maroc          | Défenseur latéral | 2019-2021           |

### E

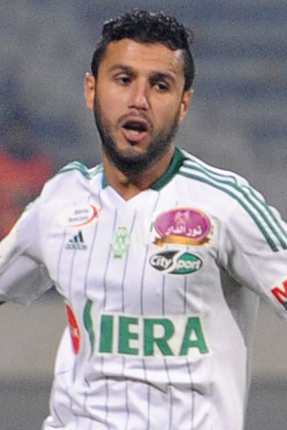
Zakaria El Hachimi

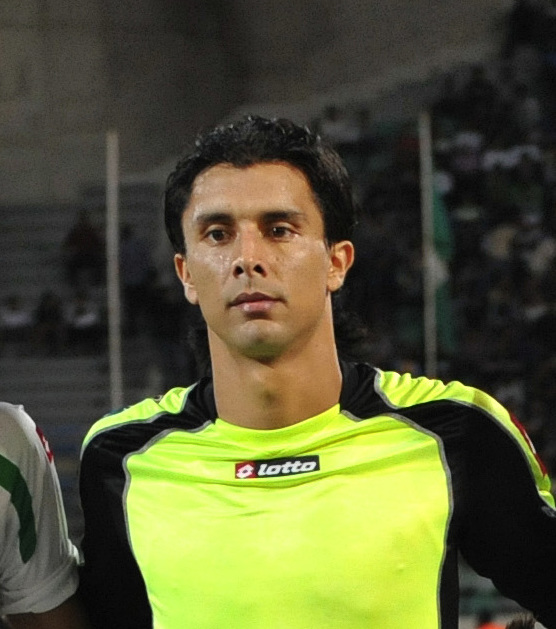
Yassine El Had

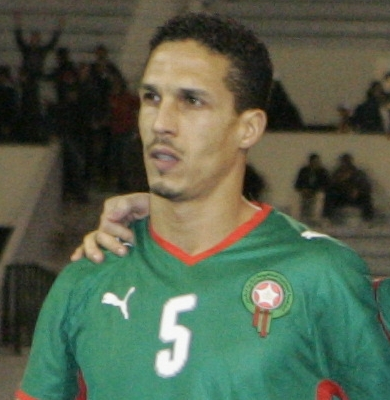
Talal El Karkouri

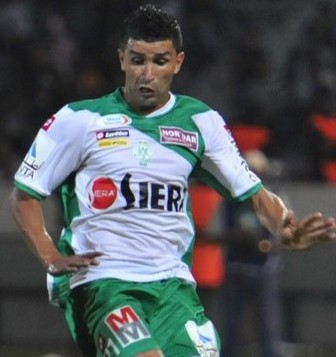
Bouchaib El Moubarki

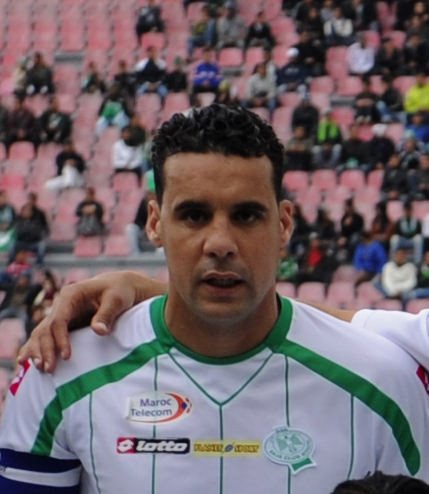
Elamin Erbate

- Haut – A
- B
- C
- D
- E
- F
- G
- H
- I
- J
- K
- L
- M
- N
- O
- P
- Q
- R
- S
- T
- U
- V
- W
- X
- Y
- Z

| Nom                         | Nationalité | Poste             | Période             |
| --------------------------- | ----------- | ----------------- | ------------------- |
| Ahmed El Ainin              | Maroc       | Gardien de but    | 1984-1987           |
| Driss El Alam               | Maroc       | Milieu de terrain | 1971-1973           |
| Hicham El Amrani            | Maroc       | Défenseur central | 2007-2009           |
| Jawad El Andaloussi         | Maroc       | Défenseur central | 1973-1978           |
| Anas El Asbahi              | Maroc       | Milieu de terrain | 2011-2012           |
| Ahmed El Atlassi            | Maroc       | Milieu de terrain | 2002-2006           |
| Haitam El Bahja             | Maroc       | Attaquant         | 2022-2023           |
| Mustapha El Biyaz           | Maroc       | Défenseur central | 1983-1985           |
| Abdeljalil El Bouchari      | Maroc       | Défenseur central | 1985-1990           |
| Mohamed Amine El Bourkadi   | Maroc       | Gardien de but    | 2007-2010           |
| Abdelhay El Forsy           | Maroc       | Milieu de terrain | 2022-2024           |
| Mustapha El Gherchi         | Maroc       | Défenseur central | 1992-1995           |
| Fouad El Ghzaoui            | Maroc       | Défenseur central | Années 1970         |
| Youssef El Gnaoui           | Maroc       | Milieu de terrain | 2014-2015           |
| Zakaria El Hachimi          | Maroc       | Défenseur latéral | 2012-2017           |
| Yassine El Had              | Maroc       | Gardien de but    | 2007-2014           |
| Mjid El Hadry               | Maroc       | Défenseur central | 1971-1979           |
| Amir El Haddaoui            | Maroc       | Gardien de but    | 2019-2023           |
| Mustapha El Haddaoui        | Maroc       | Attaquant         | 1979-1985           |
| Redouane El Haimer          | Maroc       | Défenseur latéral | 1994-2006           |
| Abderrahmane El Houasli     | Maroc       | Gardien de but    | 2011-2012           |
| Hakim El Houti              | Maroc       | Milieu de terrain | 2003-2008           |
| Tarik El Janabi             | Maroc       | Attaquant         | 2003-2004           |
| Tarik El Jarmouni           | Maroc       | Gardien de but    | 2009-2012           |
| Talal El Karkouri           | Maroc       | Défenseur central | 1995-2000           |
| Abderrahmane El Khaldi      | Maroc       | Attaquant         | 1968-1970           |
| Yassine El Kordy            | Maroc       | Défenseur latéral | 2006-2008           |
| Omar El Mansouri            | Maroc       | Attaquant         | 2017                |
| Hassan El Mouataz           | Maroc       | Défenseur         | 2013                |
| Bouchaib El Moubarki        | Maroc       | Attaquant         | 1999-2001 2010-2012 |
| Mohamed El Mourabit         | Maroc       | Attaquant         | 2022                |
| Abdelkabir El Ouadi         | Maroc       | Attaquant         | 2014-2018           |
| Zouheir El Ouasli           | Maroc       | Attaquant         | 2016-2018           |
| Mohamed Laâchir (El Ouejdi) | Maroc       | Défenseur central | 1956-1961           |
| Zakaria El Wardi            | Maroc       | Milieu de terrain | 2019-2022 2023-2024 |
| Jaouad El Yamiq             | Maroc       | Défenseur central | 2016-2017           |
| François Endene             | Cameroun    | Attaquant         | 2001-2003           |
| Adam Ennafati               | Maroc       | Milieu de terrain | 2023-               |
| Elamin Erbate               | Maroc       | Défenseur central | 2001-2008 2010-2013 |
| Issam Erraki                | Maroc       | Milieu de terrain | 2013-2014 2015-2018 |
| Hossamdine Essanhaji        | Maroc       | Attaquant         | 2011-2012           |
| Abdelali Essamlali          | Maroc       | Attaquant         | 2007-2009           |

### F

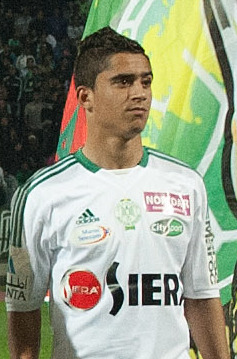
Abdelkabir El Ouadi

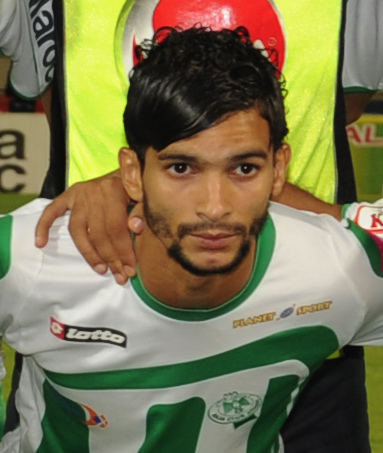
Said Fettah

- Haut – A
- B
- C
- D
- E
- F
- G
- H
- I
- J
- K
- L
- M
- N
- O
- P
- Q
- R
- S
- T
- U
- V
- W
- X
- Y
- Z

| Nom                 | Nationalité | Poste             | Période             |
| ------------------- | ----------- | ----------------- | ------------------- |
| Abdelilah Fahmi     | Maroc       | Défenseur central | 1994-1999           |
| M'hamed Fakhir      | Maroc       | Défenseur latéral | 1972-1982           |
| Marouane Fakhr      | Maroc       | Gardien de but    | 2022-2023           |
| Yassine Faqhaoui    | Maroc       | Milieu de terrain | 2015-2016           |
| Abdellah Farah      | Maroc       | Attaquant         | 2021-2024           |
| Hassan Fennani      | Maroc       | Milieu de terrain | 1988-1991           |
| Mohamed Fennani     | Maroc       | Défenseur central | 1979-1987           |
| Félix               | Brésil      | Attaquant         | 1989-1990           |
| Abdellatif Fellaini | Maroc       | Gardien de but    | 1967-1971           |
| Ibrahim Fellay      | Maroc       | Milieu de terrain | 1976-1981           |
| Hilal Ferdaoussi    | Maroc       | Milieu de terrain | 2024-               |
| Abdelhak Fethi      | Maroc       | Milieu de terrain | 1971-1986           |
| Said Fettah         | Maroc       | Milieu de terrain | 2005-2011 2014-2015 |
| Imrane Fiddi        | Maroc       | Défenseur latéral | 2018-2021           |
| Abdulkareem Fofana  | Guinée      | Attaquant         | 2004-2006           |
| Mohamed Foloh       | Maroc       | Milieu de terrain | 2001-2003           |
| Khalid Fouhami      | Maroc       | Gardien de but    | 2006-2008           |

### G

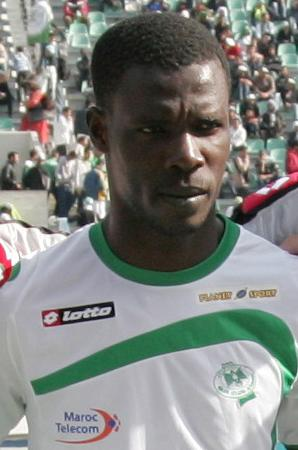
Kouko Guehi

- Haut – A
- B
- C
- D
- E
- F
- G
- H
- I
- J
- K
- L
- M
- N
- O
- P
- Q
- R
- S
- T
- U
- V
- W
- X
- Y
- Z

| Nom                | Nationalité   | Poste             | Période   |
| ------------------ | ------------- | ----------------- | --------- |
| Soufiane Gadoum    | Maroc         | Milieu de terrain | 2015-2016 |
| Silvère Ganvoula   | Congo         | Attaquant         | 2014-2015 |
| Said Ghandi        | Maroc         | Attaquant         | 1964-1979 |
| Anouar Ghaouta     | Maroc         | Attaquant         | 2014-2015 |
| Abderazzak Ghazout | Maroc         | Défenseur central | 2019-2020 |
| Edgar Gnoleba Loué | Côte d'Ivoire | Milieu de terrain | 2003-2006 |
| Jesús Gómez        | Venezuela     | Attaquant         | 2006-2007 |
| Alain Gouaméné     | Côte d'Ivoire | Gardien de but    | 1991-1992 |
| Kouko Guehi        | Côte d'Ivoire | Milieu de terrain | 2010-2015 |
| Mohamed Guerchadi  | Maroc         | Attaquant         | 1990-1994 |
| Hervé Guy          | Côte d'Ivoire | Milieu de terrain | 2024      |

### H

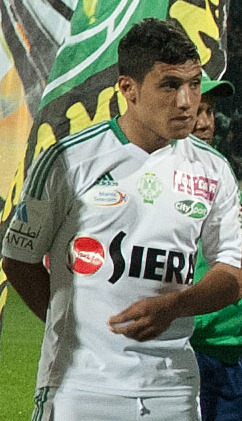
Abdelilah Hafidi

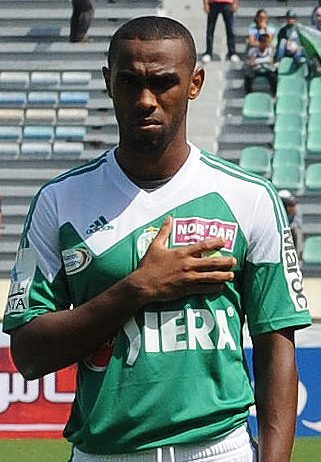
Mouhcine Iajour

- Haut – A
- B
- C
- D
- E
- F
- G
- H
- I
- J
- K
- L
- M
- N
- O
- P
- Q
- R
- S
- T
- U
- V
- W
- X
- Y
- Z

| Nom                        | Nationalité  | Poste             | Période             |
| -------------------------- | ------------ | ----------------- | ------------------- |
| Zakaria Habti              | Maroc        | Attaquant         | 2019-2023           |
| Ilias Haddad               | Maroc        | Défenseur central | 2018-2022           |
| Marouane Hadhoudi          | Maroc        | Défenseur central | 2020-2023           |
| Zakaria Hadraf             | Maroc        | Attaquant         | 2017-2019 2022-2023 |
| Abdelilah Hafidi           | Maroc        | Milieu de terrain | 2011-2022 2023      |
| Redouane Hajry             | Maroc        | Milieu de terrain | 1982-1987           |
| Khalid Hamdaoui            | Maroc        | Milieu de terrain | 2008-2010           |
| Abderrahim Hamraoui        | Maroc        | Attaquant         | 1982-1993           |
| Ahmed Hamraoui (Hmida Ros) | Maroc        | Attaquant         | 1950-1957           |
| Moussa Hanoun              | Maroc        | Attaquant         | 1953-1963 1964-1966 |
| Rachid Hariri              | Maroc        | Attaquant         | 1980-1984           |
| Jamal Harkass              | Maroc        | Défenseur central | 2021-2023           |
| Noureddine Harraf          | Maroc        | Milieu de terrain | 1983-1985           |
| Nouredine Harouach         | Maroc        | Attaquant         | 2002-2006           |
| Sami Hien                  | Burkina Faso | Milieu de terrain | 2021                |
| Hassan Hirs                | Maroc        | Défenseur central | 1990-1992           |
| Rabii Houbry               | Maroc        | Défenseur central | 2011-2012           |
| Aymen Hussein              | Irak         | Attaquant         | 2023                |

### I

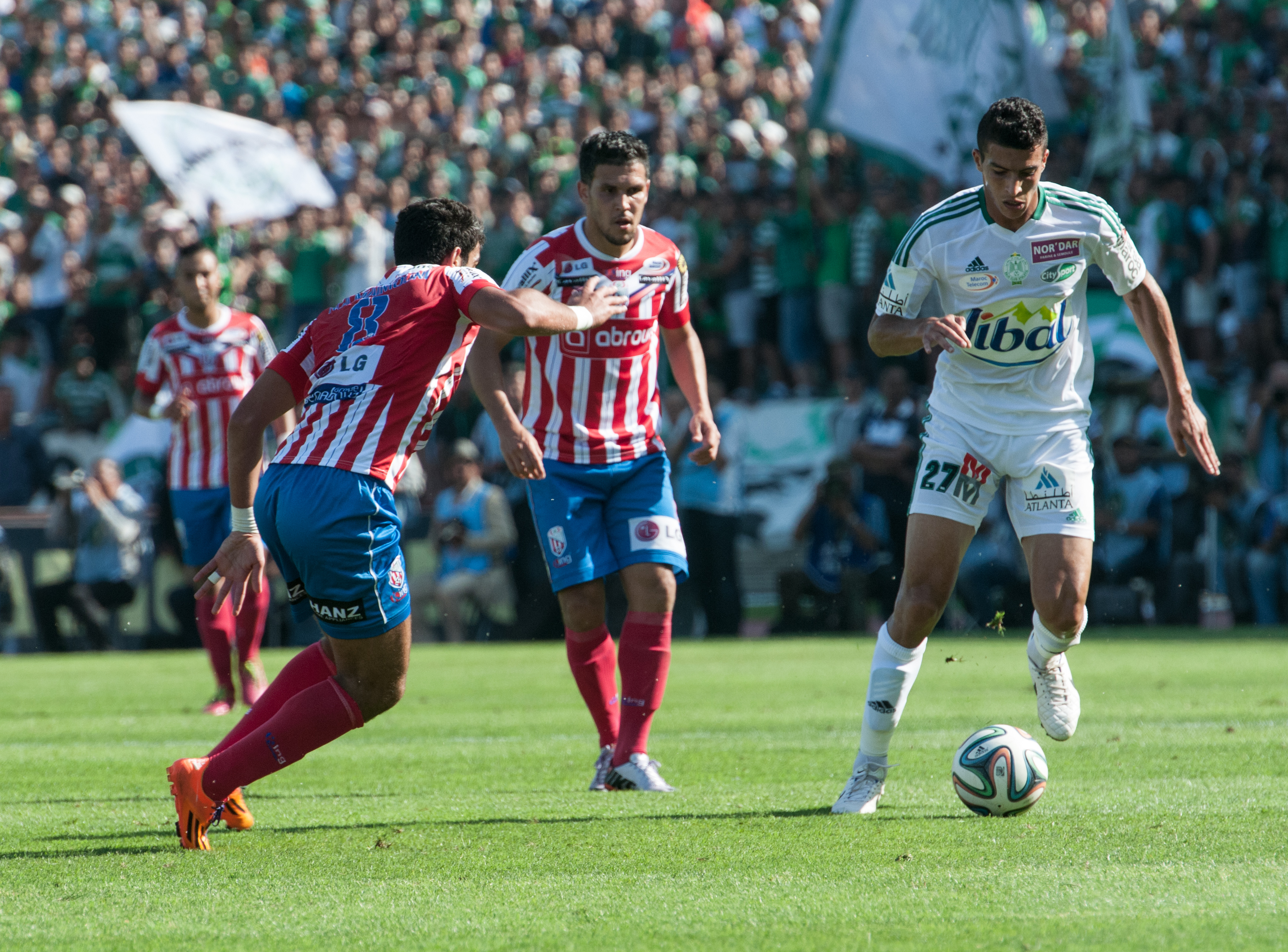
Ismail Benlamaalem

- Haut – A
- B
- C
- D
- E
- F
- G
- H
- I
- J
- K
- L
- M
- N
- O
- P
- Q
- R
- S
- T
- U
- V
- W
- X
- Y
- Z

| Nom                | Nationalité | Poste     | Période                       |
| ------------------ | ----------- | --------- | ----------------------------- |
| Hamza Iajour       | Maroc       | Attaquant | 2015-2016                     |
| Mouhcine Iajour    | Maroc       | Attaquant | 2004-2007 2012-2014 2017-2019 |
| Hicham Islah       | Maroc       | Attaquant | 2019-2020                     |
| Jawad Issine       | Maroc       | Attaquant | 2017-2019                     |
| Alhassane Issoufou | Niger       | Attaquant | 2011-2012                     |

### J

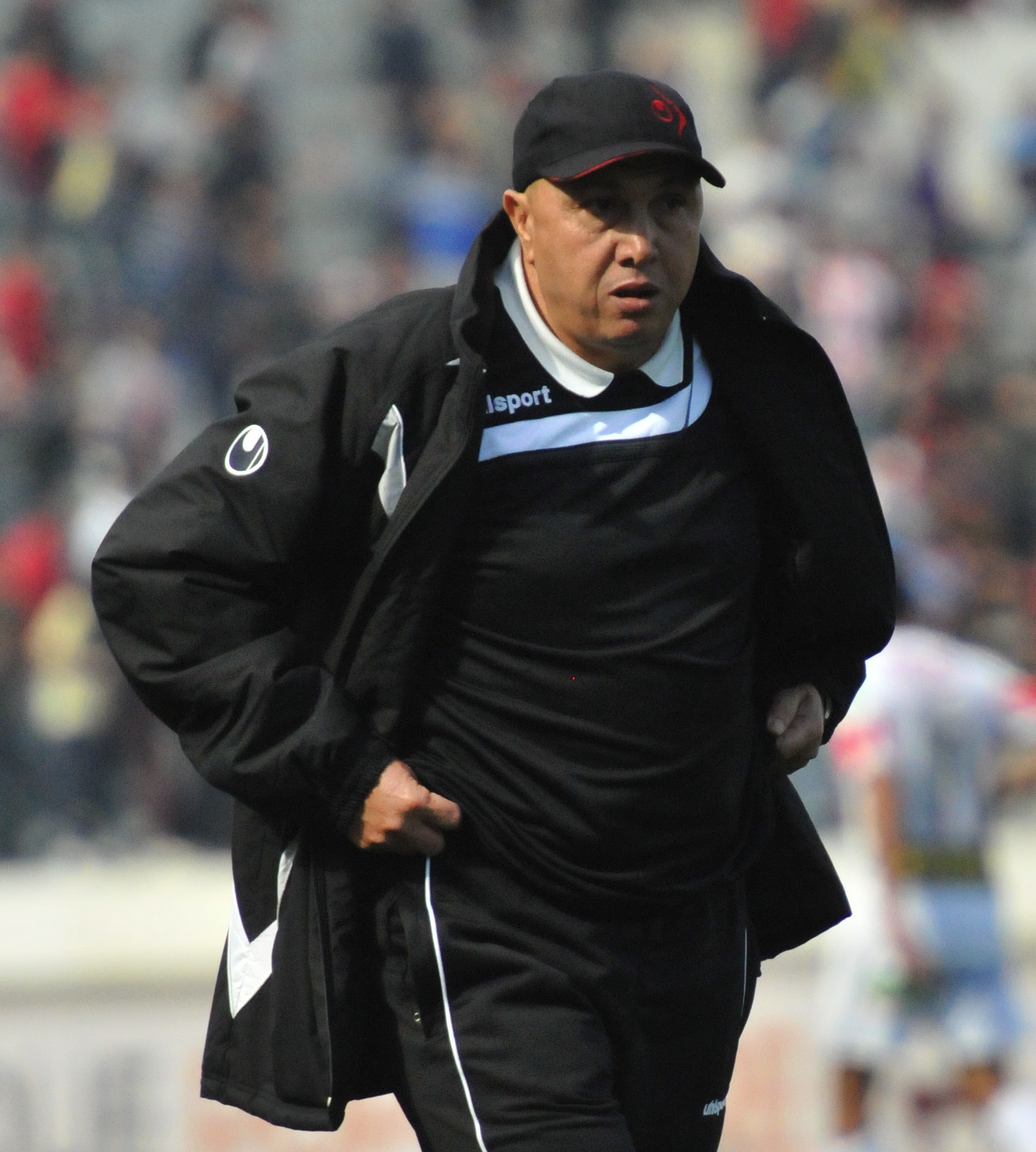
Fathi Jamal

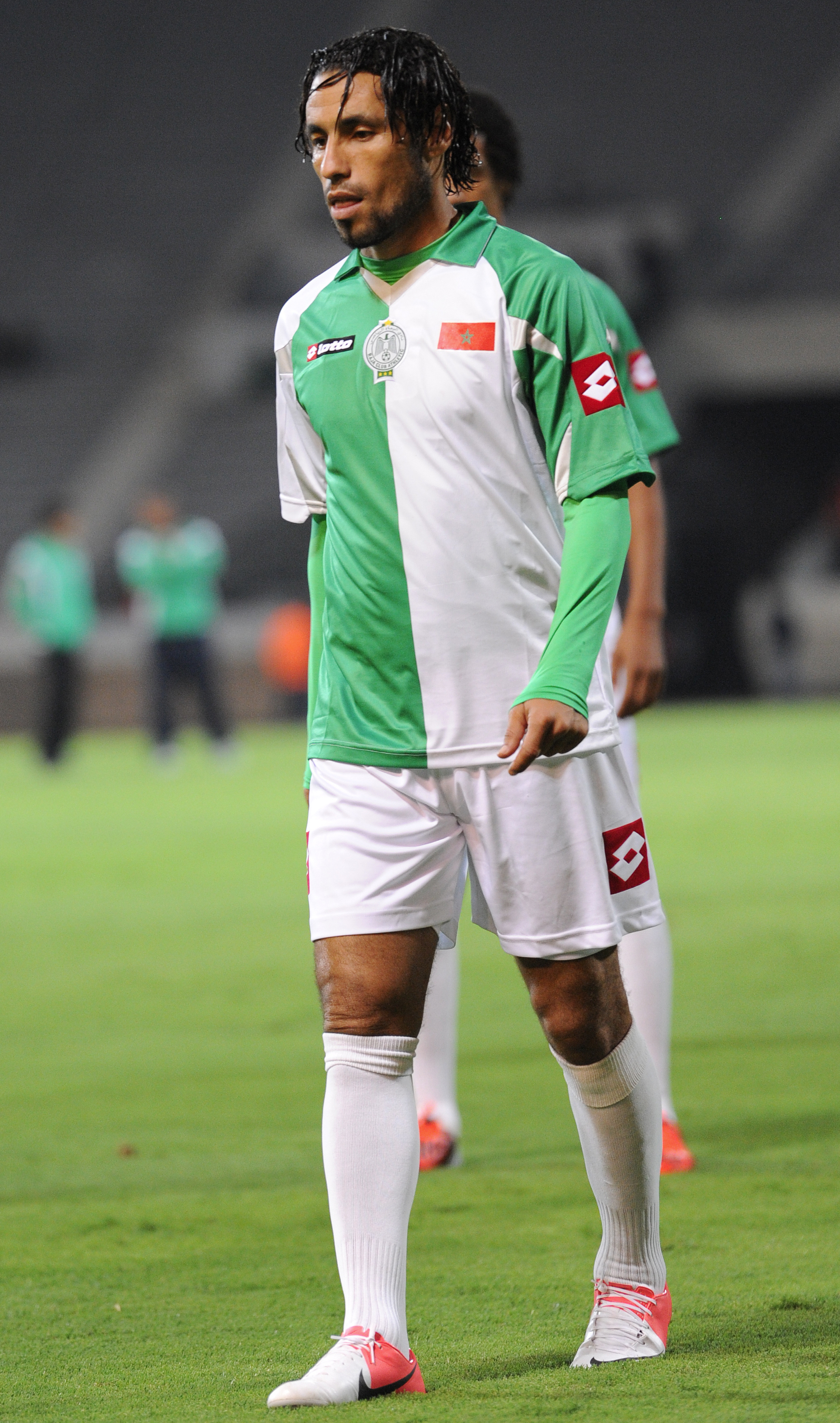
Abdelmajid-Eddine Jilani

- Haut – A
- B
- C
- D
- E
- F
- G
- H
- I
- J
- K
- L
- M
- N
- O
- P
- Q
- R
- S
- T
- U
- V
- W
- X
- Y
- Z

| Nom                      | Nationalité | Poste             | Période                       |
| ------------------------ | ----------- | ----------------- | ----------------------------- |
| Anas Jabroun             | Maroc       | Attaquant         | 2018-2021                     |
| Abdelkader Jalal         | Maroc       | Milieu de terrain | 1952-1954                     |
| Ousman Jallow            | Gambie      | Attaquant         | 2006-2007                     |
| Ahmed Jahouh             | Maroc       | Milieu de terrain | 2015-2016                     |
| Fathi Jamal              | Maroc       | Milieu de terrain | 1987-1992                     |
| Zakaria Jaouhari         | Maroc       | Milieu de terrain | 2011-2012                     |
| Houmane Jarir            | Maroc       | Attaquant         | 1962-1977                     |
| Aziz Jawad               | Maroc       | Défenseur latéral | 1971-1982                     |
| Jalal Jbile              | Maroc       | Attaquant         | 2006-2008                     |
| Zouheir Jbilou           | Maroc       | Milieu de terrain | 1997-1998                     |
| Abdeljalil Jbira         | Maroc       | Défenseur latéral | 2014-2022                     |
| Mohamed Zerhouni (Jdidi) | Maroc       | Défenseur central | 1957-1962 1968-1969           |
| Rachid Jebrane           | Algérie     | Attaquant         | 1987-1990                     |
| Rachid Jellab            | Algérie     | Attaquant         | 1989-1992                     |
| Khalid Jerdane           | Maroc       | Milieu de terrain | 1990-1995                     |
| Abdelmajid-Eddine Jilani | Maroc       | Attaquant         | 2012-2013                     |
| Abdelkrim Jinani         | Maroc       | Attaquant         | 1994-1997                     |
| Abdellah Jlaidi          | Maroc       | Milieu de terrain | 2007-2010                     |
| Ayoub Joulal             | Maroc       | Attaquant         | 2017-2018                     |
| Abdellatif Jrindou       | Maroc       | Défenseur central | 1995-2001 2002-2003 2004-2010 |

### K

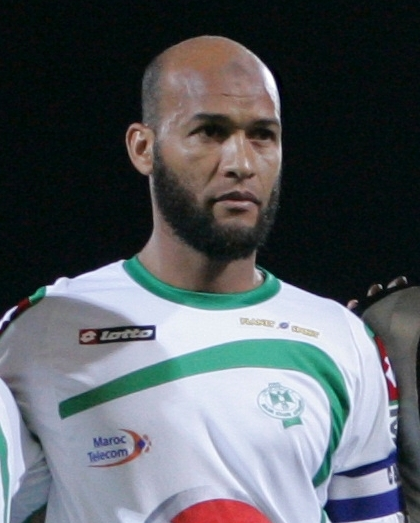
Abdellatif Jrindou

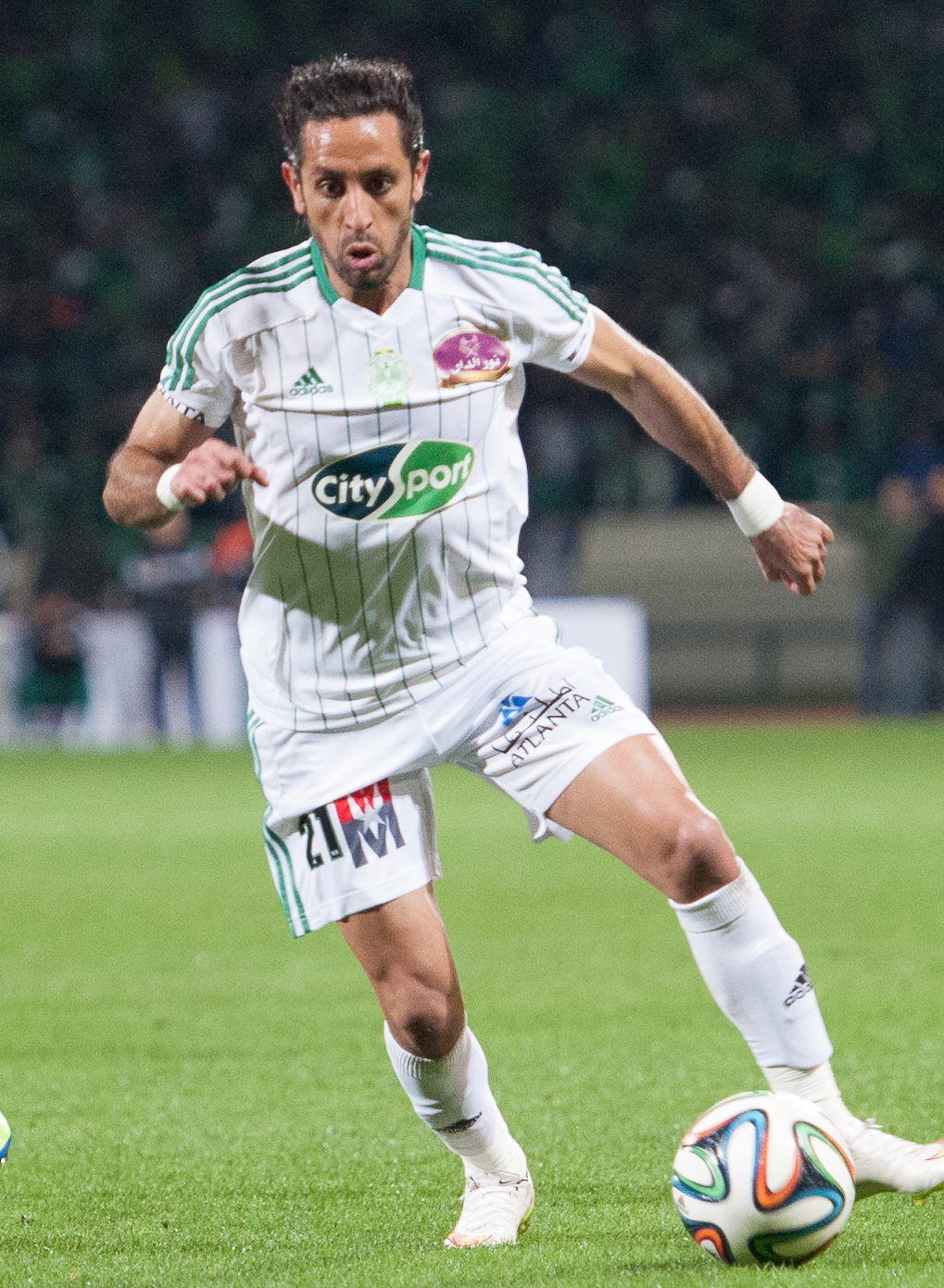
Adil Kerrouchi

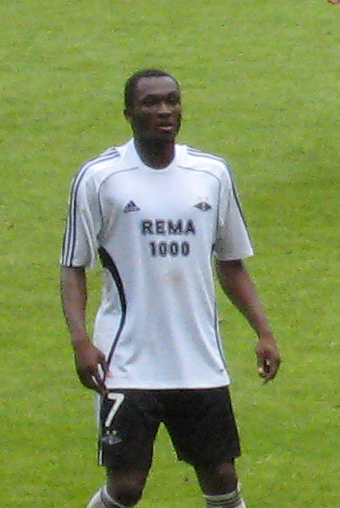
Yssouf Koné

- Haut – A
- B
- C
- D
- E
- F
- G
- H
- I
- J
- K
- L
- M
- N
- O
- P
- Q
- R
- S
- T
- U
- V
- W
- X
- Y
- Z

| Nom                       | Nationalité                      | Poste             | Période             |
| ------------------------- | -------------------------------- | ----------------- | ------------------- |
| Abdessalam Sarraj (Kâaza) | Maroc                            | Défenseur latéral | 1962-1972           |
| Kadima Kabangu            | République démocratique du Congo | Attaquant         | 2022                |
| Noureddine Kacemi         | Maroc                            | Défenseur latéral | 2000-2004           |
| Badr Kachani              | Maroc                            | Attaquant         | 2012-2014           |
| Youssef Kaddioui          | Maroc                            | Attaquant         | 2015-2017           |
| Faouzi Kadmiri            | Maroc                            | Défenseur central | 1987-1992           |
| Deo Kanda                 | République démocratique du Congo | Attaquant         | 2013-2014           |
| Mohamed Amine Kased       | Maroc                            | Milieu de terrain | 2003-2005           |
| Abdeladim Karjmi          | Maroc                            | Milieu de terrain | 2000-2001           |
| Khalid Kbiri Alaoui       | Maroc                            | Gardien de but    | 2025-               |
| Aziz Kebbaj               | Maroc                            | Défenseur latéral | 1960-1969           |
| Yahia Kébé                | Mali                             | Attaquant         | 2014                |
| Adil Kerrouchi            | Maroc                            | Défenseur latéral | 2012-2018           |
| Hamza Khabba              | Maroc                            | Attaquant         | 2022-2023           |
| Abdellah Khafifi          | Maroc                            | Défenseur central | 2023-               |
| Ayoub Khairi              | Maroc                            | Milieu de terrain | 2019-2021           |
| Mohamed Khaldane          | Maroc                            | Défenseur latéral | 2017-2018           |
| Mustapha Khalif           | Maroc                            | Attaquant         | 1988-1999           |
| Mohamed Khalfi            | Maroc                            | Gardien de but    | 1956-1968           |
| Abdeladim Khadrouf        | Maroc                            | Milieu de terrain | 2018                |
| Aziz Kharbouch            | Maroc                            | Gardien de but    | 1979-1980 1983-1988 |
| Mohammed Kharbouch        | Maroc                            | Défenseur latéral | 1997-2003           |
| Saïd Kherrazi             | Maroc                            | Attaquant         | 2001-2003 2006-2007 |
| Hicham Kichou             | Maroc                            | Milieu de terrain | 2002-2003           |
| Aubbrey Koffe             | Ghana                            | Défenseur latéral | 1990-1992           |
| Lanciné Koné              | Côte d'Ivoire                    | Milieu de terrain | 2010-2011           |
| Yssouf Koné               | Côte d'Ivoire                    | Attaquant         | 2002-2004           |
| Khaled Korbi              | Tunisie                          | Milieu de terrain | 2015                |
| El Gasmi Kouiri           | Maroc                            | Attaquant         | 2002-2003           |
| Mohamed Khoubbache        | Maroc                            | Attaquant         | 1998-2001           |
| Ismaïl Koucham            | Maroc                            | Milieu de terrain | 2012-2014           |
| Ismaïl Kouha              | Maroc                            | Gardien de but    | 2005-2007           |
| Moustapha Kouyaté         | Guinée                           | Attaquant         | 2021-2022           |

### L

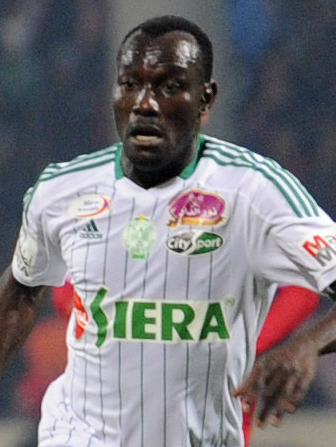
Vianney Mabidé

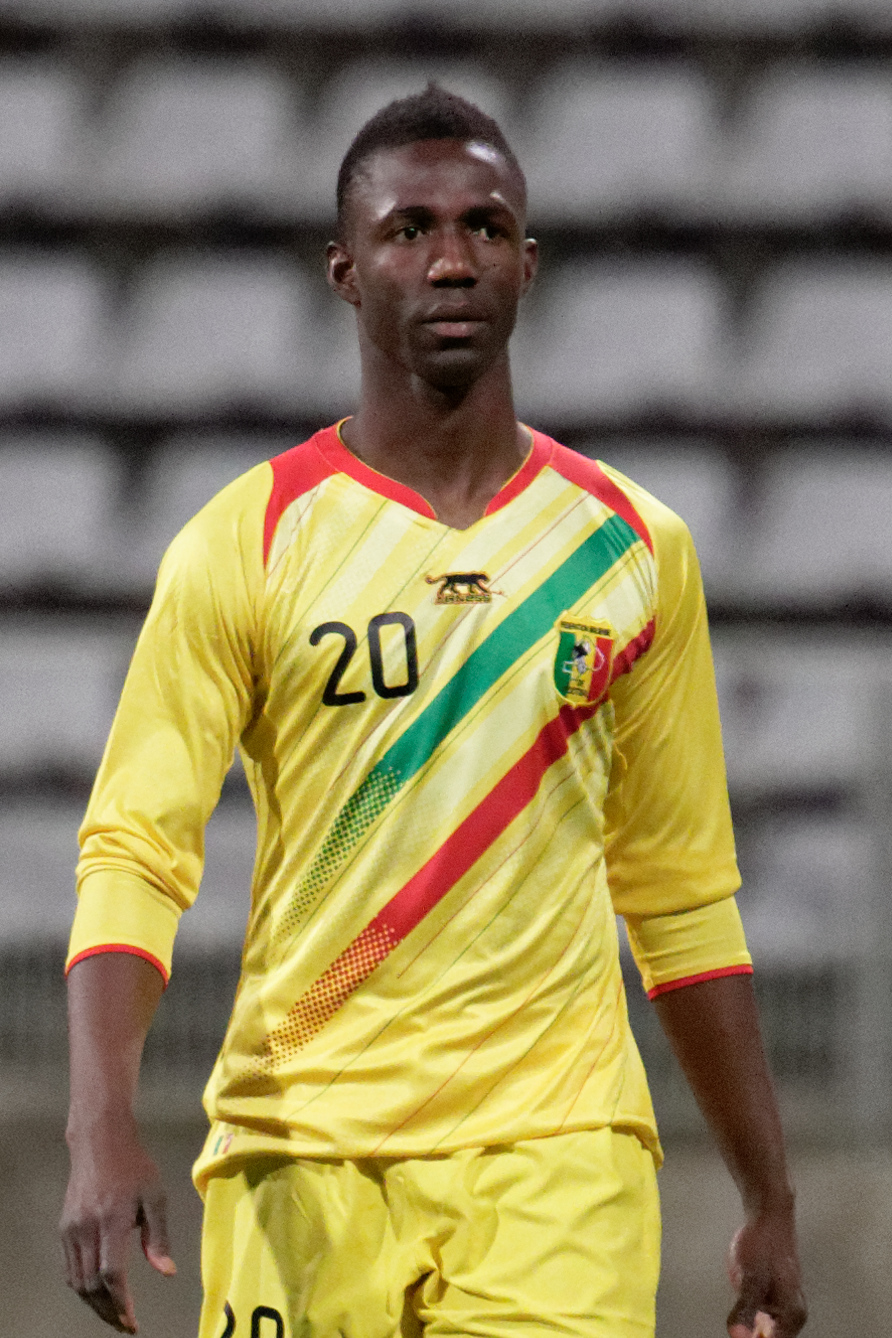
Modibo Maïga

- Haut – A
- B
- C
- D
- E
- F
- G
- H
- I
- J
- K
- L
- M
- N
- O
- P
- Q
- R
- S
- T
- U
- V
- W
- X
- Y
- Z

| Nom                 | Nationalité | Poste             | Période     |
| ------------------- | ----------- | ----------------- | ----------- |
| Mohamed Lâarabi     | Maroc       | Attaquant         | 1972-1982   |
| Zakaria Labib       | Maroc       | Défenseur latéral | 2022-       |
| Jonathan Laurens    | Venezuela   | Milieu de terrain | 2006-2007   |
| Abdeslam Laghrissi  | Maroc       | Attaquant         | 1992-1994   |
| Hamid Lahbabi       | Maroc       | Attaquant         | 1968-1970   |
| Lahcen              | Maroc       | Attaquant         | 1982-1984   |
| Sâad Lakohal        | Maroc       | Défenseur central | 2018-2020   |
| Zakaria Lehlali     | Maroc       | Milieu de terrain | 2017-2018   |
| Abderrahim Lehlayti | Maroc       | Attaquant         | 1973-1977   |
| Mustapha Lekhlifi   | Maroc       | Attaquant         | 2000-2001   |
| Johan Lengoualama   | Gabon       | Attaquant         | 2016-2017   |
| Dieudonné Londo     | Gabon       | Attaquant         | 1997-1999   |
| Khalid Lotfi        | Maroc       | Gardien de but    | Années 1970 |

### M

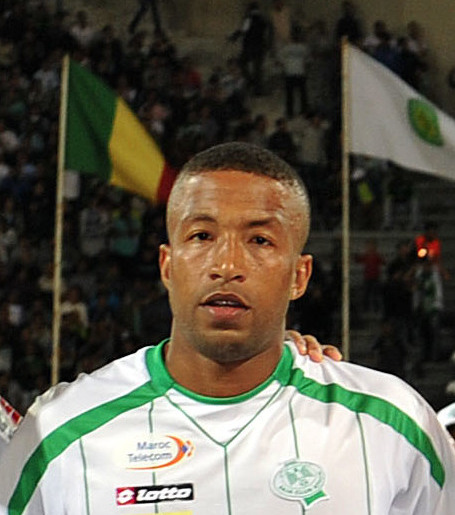
Nabil Mesloub

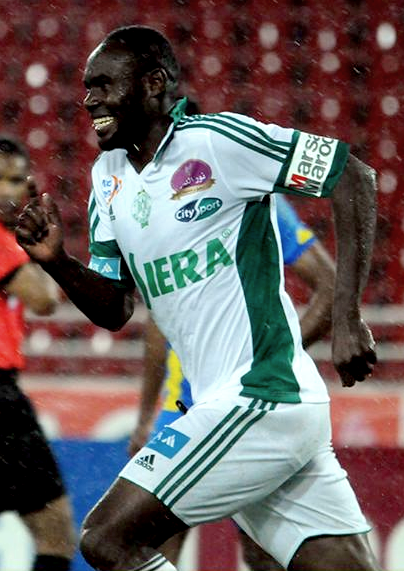
Hilaire Momi

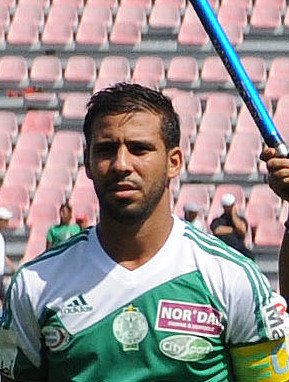
Mohsine Moutouali

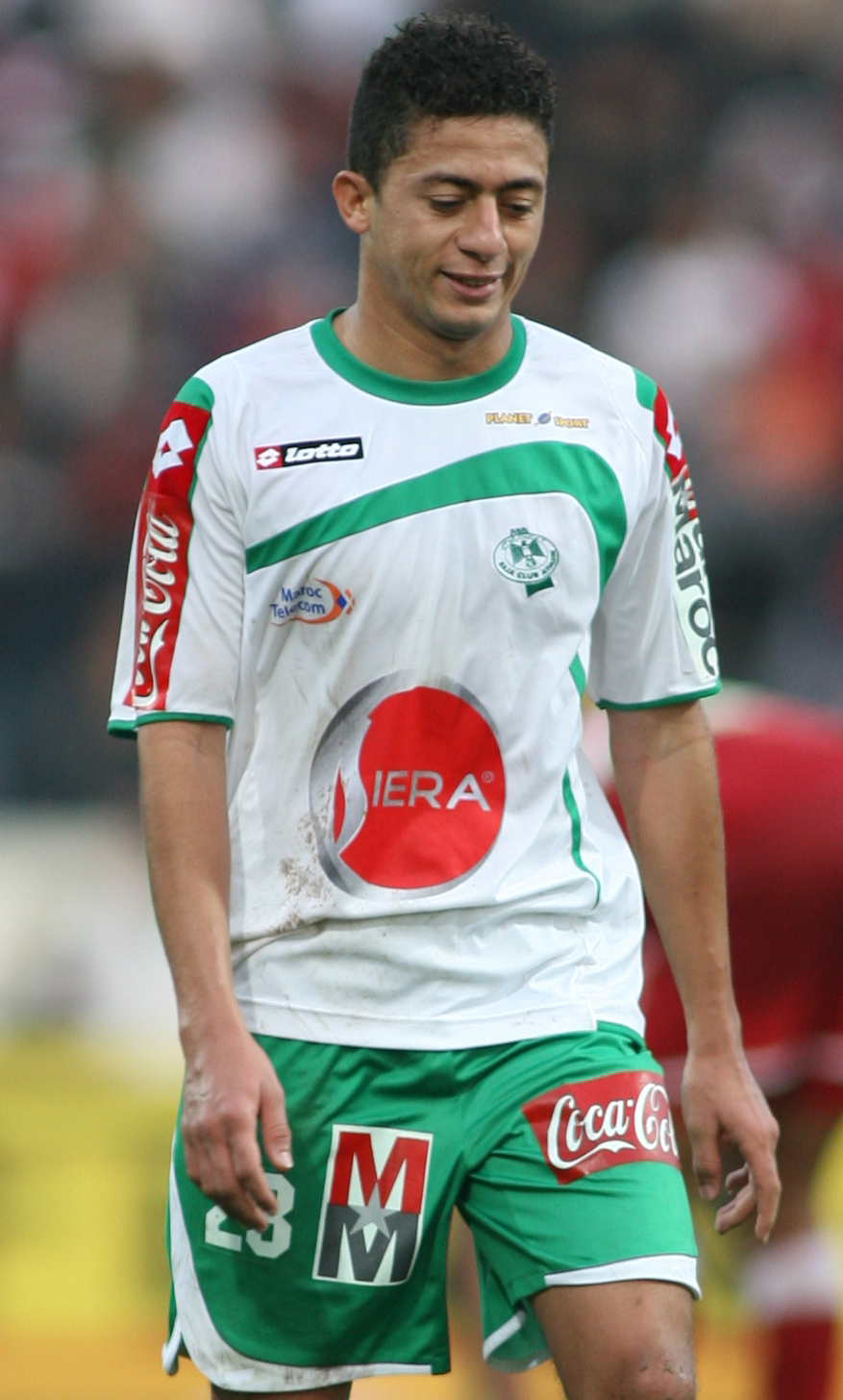
Omar Najdi

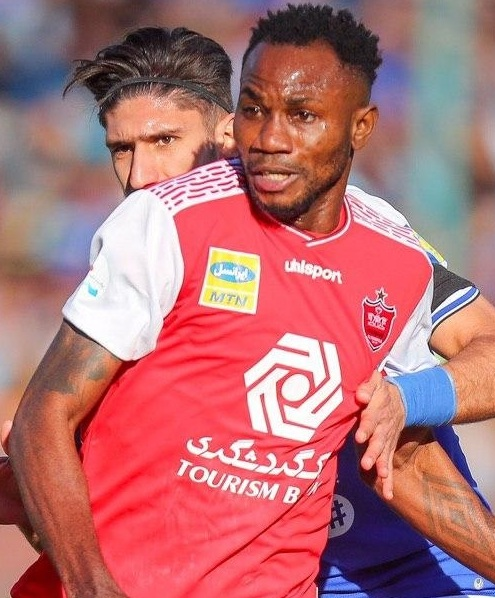
Christian Osaguona

- Haut – A
- B
- C
- D
- E
- F
- G
- H
- I
- J
- K
- L
- M
- N
- O
- P
- Q
- R
- S
- T
- U
- V
- W
- X
- Y
- Z

| Nom                      | Nationalité                      | Poste             | Période                       |
| ------------------------ | -------------------------------- | ----------------- | ----------------------------- |
| Ayoub Maamouri           | Maroc                            | Attaquant         | 2024-                         |
| Mohamed Maaroufi         | Maroc                            | Attaquant         | 1964-1966                     |
| Vianney Mabidé           | République centrafricaine        | Milieu de terrain | 2012-2015                     |
| Lema Mabidi              | République démocratique du Congo | Milieu de terrain | 2015-2019                     |
| Pierre Macquet           | France                           | Gardien de but    | 1957-1960                     |
| Hamza Madani             | Maroc                            | Défenseur central | 2010-2012                     |
| Mohamed Madih            | Maroc                            | Milieu de terrain | 1985-1992                     |
| Abdelilah Madkour        | Maroc                            | Défenseur latéral | 2019-2023                     |
| Moussa Maghnia           | Maroc                            | Milieu de terrain | 1992-1993                     |
| Abdelmajid Magri         | Maroc                            | Milieu de terrain | Années 1970                   |
| Bouchaib Mahboub         | Maroc                            | Défenseur latéral | 1960-1970                     |
| Hicham Mahdoufi          | Maroc                            | Défenseur latéral | 2010-2011                     |
| Modibo Maïga             | Mali                             | Attaquant         | 2004-2006                     |
| Mohamed Makahasi         | Maroc                            | Milieu de terrain | 2019-2024 2025-               |
| Ben Malango              | République démocratique du Congo | Attaquant         | 2019-2021                     |
| Samir Malcuit            | France                           | Attaquant         | 2012                          |
| Nabil Malki              | Maroc                            | Attaquant         | 2006-2008                     |
| Jamaleddine Malki        | Maroc                            | Milieu de terrain | 2009-2010                     |
| Mbarek Mangala           | Maroc                            | Milieu de terrain | 1953-1958                     |
| El Mehdi Maouhoub        | Maroc                            | Attaquant         | 2023-2024                     |
| Mario                    | Brésil                           | Attaquant         | 2002-2003                     |
| Samson Mbingui           | Gabon                            | Milieu de terrain | 2016-2018                     |
| Mehdi Mchakhchekh        | Maroc                            | Défenseur central | 2024-                         |
| Lotfi Mchich             | Maroc                            | Attaquant         | 1971-1974                     |
| Mehdi Mellouk            | Maroc                            | Milieu de terrain | 1979-1983                     |
| Hassan Mendoun           | Maroc                            | Gardien de but    | 1988-1991                     |
| Sarrah Mensah            | Ghana                            | Attaquant         | 1990-1993                     |
| Gaya Merbah              | Algérie                          | Gardien de but    | 2022-2023                     |
| Nabil Mesloub            | Maroc                            | Milieu de terrain | 1998-1999 2000-2007 2008-2011 |
| Said Mesraoui            | Maroc                            | Milieu de terrain | 1994-1997                     |
| Mohamed Messoudi         | Maroc                            | Milieu de terrain | 2015-2016                     |
| Axel Méyé                | Gabon                            | Attaquant         | 2022-2023                     |
| Maybein Mgaiwa           | Zambie                           | Attaquant         | 1995-1996                     |
| Adil Miky                | Maroc                            | Défenseur central | 1998-2000                     |
| Fakhreddine Miri         | Maroc                            | Défenseur central | 1990-1993                     |
| Mustapha Fahim (Milazzo) | Maroc                            | Défenseur central | 1956-1967                     |
| Hicham Misbah            | Maroc                            | Milieu de terrain | 1999-2007                     |
| Ismail Mokadem           | Maroc                            | Défenseur central | 2022-2024                     |
| Najib Mokhles            | Maroc                            | Gardien de but    | 1975-1982                     |
| Hilaire Momi             | République centrafricaine        | Attaquant         | 2016-2017                     |
| Hassan Mouahid           | Maroc                            | Défenseur central | 1978-1990                     |
| Mehdi Moubarik           | Maroc                            | Milieu de terrain | 2023-2024                     |
| Mouad Mouchtanim         | Maroc                            | Milieu de terrain | 2020-2022                     |
| Mouhcine Mouhtadi        | Maroc                            | Milieu de terrain | 2015-2016                     |
| Lys Mouithys             | Congo                            | Attaquant         | 2014                          |
| Hamza Moujahid           | Maroc                            | Milieu de terrain | 2022-2023                     |
| Mohamed Mounaim          | Maroc                            | Milieu de terrain | 1986-1991                     |
| Aziz Mountari            | Maroc                            | Défenseur latéral | 1993-1995                     |
| Noureddine Mourasil      | Maroc                            | Défenseur central | 1985-1990                     |
| Khalid Moussalek         | Maroc                            | Défenseur latéral | 1986-1992                     |
| Hamza Moussadak          | Maroc                            | Défenseur central | 2014-2015                     |
| Mustapha Moustawdae      | Maroc                            | Attaquant         | 1988-2000                     |
| Mohsine Moutouali        | Maroc                            | Attaquant         | 2006-2014 2019-2022           |

### N

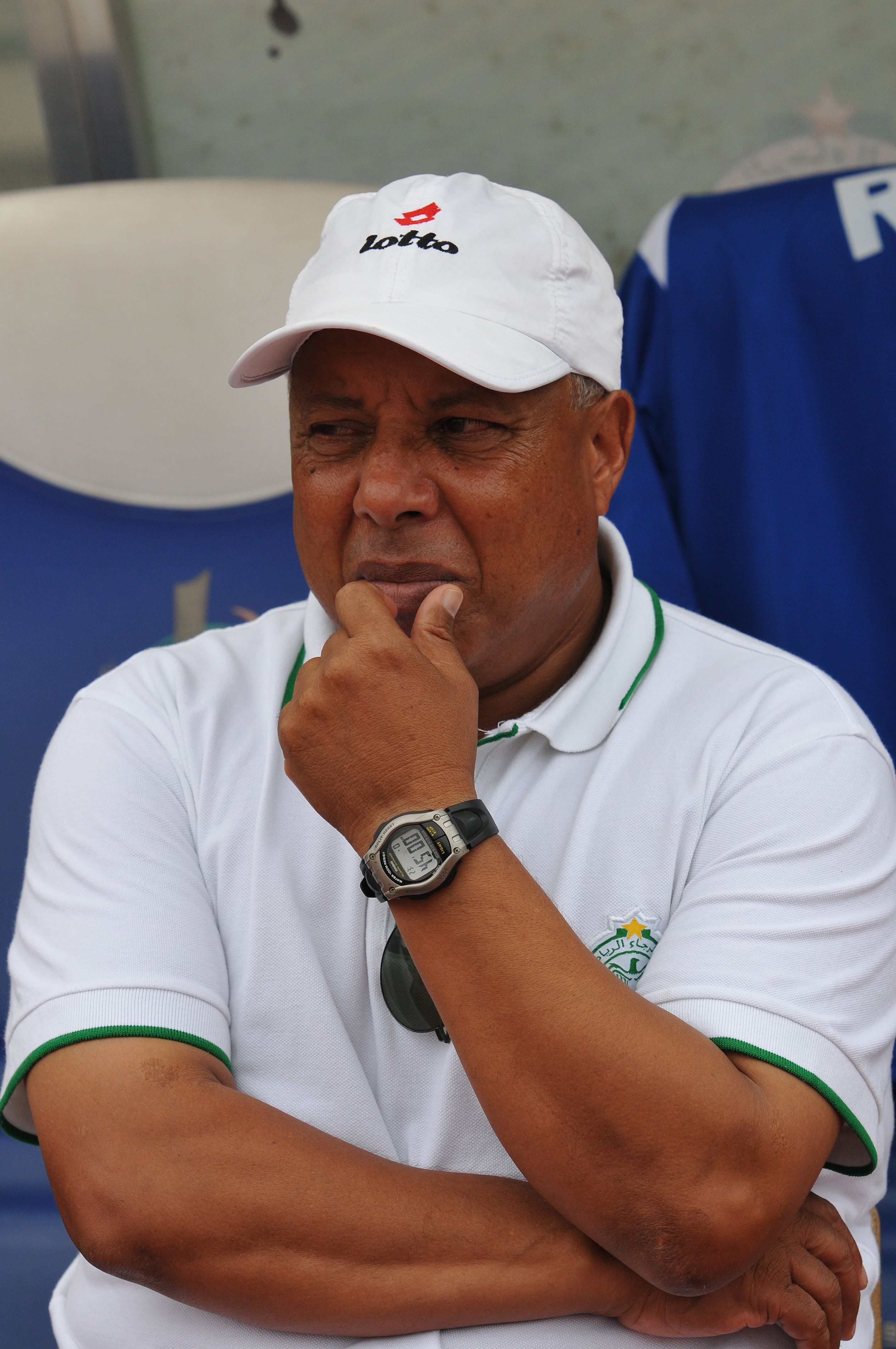
M'hamed Fakhir

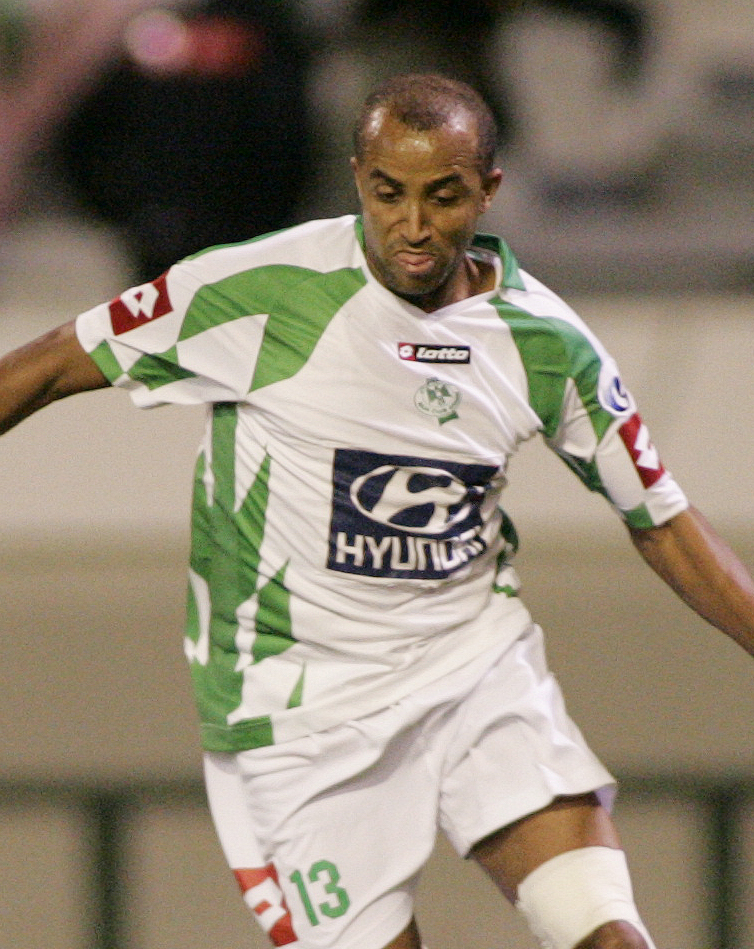
Omar Nejjary

- Haut – A
- B
- C
- D
- E
- F
- G
- H
- I
- J
- K
- L
- M
- N
- O
- P
- Q
- R
- S
- T
- U
- V
- W
- X
- Y
- Z

| Nom                  | Nationalité                      | Poste             | Période                       |
| -------------------- | -------------------------------- | ----------------- | ----------------------------- |
| Saleh Naâyniaâ       | Maroc                            | Défenseur central | 1987-1988                     |
| Youssef Nafe         | Maroc                            | Milieu de terrain | 2004-2005                     |
| Mohamed Nahiri       | Maroc                            | Défenseur central | 2021-2023                     |
| Younes Najari        | Maroc                            | Attaquant         | 2024-                         |
| Omar Najdi           | Maroc                            | Attaquant         | 2008-2011                     |
| Mohamed Nejmi        | Maroc                            | Milieu de terrain | 1979-1989                     |
| Mohamed Naïm         | Maroc                            | Défenseur central | 2020-2023                     |
| Mohamed Naoui        | Maroc                            | Milieu de terrain | 1949-1953                     |
| Abdellah Naoui       | Maroc                            | Milieu de terrain | 1951-1953                     |
| Ahmed Naoui          | Maroc                            | Attaquant         | 1956-1958                     |
| Ayoub Nanah          | Maroc                            | Attaquant         | 2019-2021                     |
| Hamid Nater          | Maroc                            | Milieu de terrain | 1999-2002 2003-2005 2006-2007 |
| Abdelkarim Nazir     | Maroc                            | Attaquant         | 1995-1998                     |
| Ibrahima Ndione      | Sénégal                          | Attaquant         | 2008-2009                     |
| Omar Nejjary         | Maroc                            | Milieu de terrain | 1992-2000 2001-2002 2007-2010 |
| Fabrice Ngah         | Cameroun                         | Milieu de terrain | 2019-2021                     |
| Djim Ngom            | Sénégal                          | Attaquant         | 2008-2010                     |
| Fabrice Ngoma        | République démocratique du Congo | Milieu de terrain | 2019-2022                     |
| Baye Ibrahima Niasse | Sénégal                          | Milieu de terrain | 2018-2019                     |

### O

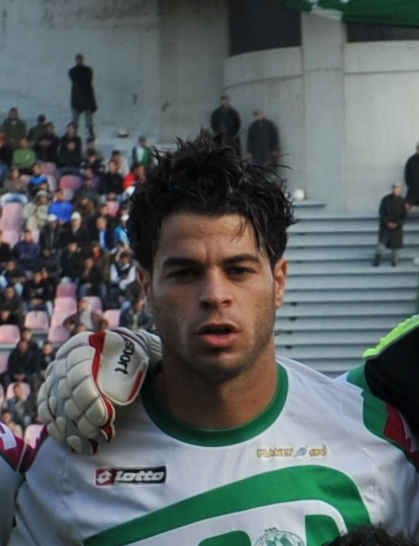
Abdessamad Ouhaki

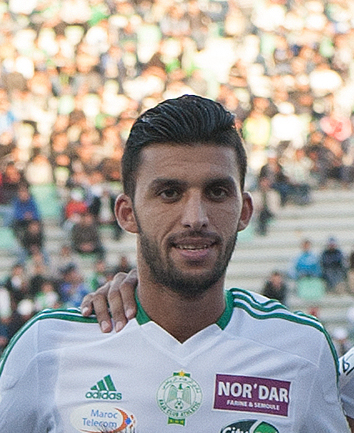
Mohamed Oulhaj

- Haut – A
- B
- C
- D
- E
- F
- G
- H
- I
- J
- K
- L
- M
- N
- O
- P
- Q
- R
- S
- T
- U
- V
- W
- X
- Y
- Z

| Nom                 | Nationalité | Poste             | Période             |
| ------------------- | ----------- | ----------------- | ------------------- |
| Mounir Obbadi       | Maroc       | Milieu de terrain | 2017-2018           |
| Nabil Okba          | Maroc       | Milieu de terrain | 1994-1995 1996-1997 |
| Jonas Ogandaga      | Gabon       | Attaquant         | 1996-1998           |
| Moses Orkuma        | Nigeria     | Milieu de terrain | 2025-               |
| Christian Osaguona  | Nigeria     | Attaquant         | 2014-2016           |
| Abdessamad Ouarad   | Maroc       | Milieu de terrain | 2010-2011           |
| Anass Ouardani      | Maroc       | Défenseur latéral | 2014-2015           |
| Abdelkabir Ouassif  | Maroc       | Milieu de terrain | Années 1970         |
| Hassan Ouchrif      | Maroc       | Milieu de terrain | 1998-2000           |
| Ouezzani            | Maroc       | Milieu de terrain | 1962-1963           |
| Abdelkarim Ougadi   | Maroc       | Attaquant         | 1977-1983           |
| Abdessamad Ouhaki   | Maroc       | Milieu de terrain | 2007-2012           |
| Abdellah Ouhammouch | Maroc       | Attaquant         | 1983-1986           |
| Ould Brika          | Maroc       | Défenseur central | 1955-1957           |
| Bouazza Ould Mou    | Maroc       | Attaquant         | 1987-1991           |
| Mohamed Oulhaj      | Maroc       | Défenseur central | 2007-2019           |
| Mohamed Oustad      | Maroc       | Milieu de terrain | 1992-1995           |

### P
- Haut – A
- B
- C
- D
- E
- F
- G
- H
- I
- J
- K
- L
- M
- N
- O
- P
- Q
- R
- S
- T
- U
- V
- W
- X
- Y
- Z

| Nom                          | Nationalité | Poste             | Période   |
| ---------------------------- | ----------- | ----------------- | --------- |
| Mustapha Choukri (Petchou)   | Maroc       | Milieu de terrain | 1966-1975 |
| Ahmed Bettache (P'tit Ahmed) | Maroc       | Attaquant         | 1954-1958 |
| Omar Omary (P'tit Omar)      | Maroc       | Attaquant         | 1969-1978 |

### Q
- Haut – A
- B
- C
- D
- E
- F
- G
- H
- I
- J
- K
- L
- M
- N
- O
- P
- Q
- R
- S
- T
- U
- V
- W
- X
- Y
- Z

| Nom | Nationalité | Poste | Période |
| --- | ----------- | ----- | ------- |
| —   |             |       |         |

### R

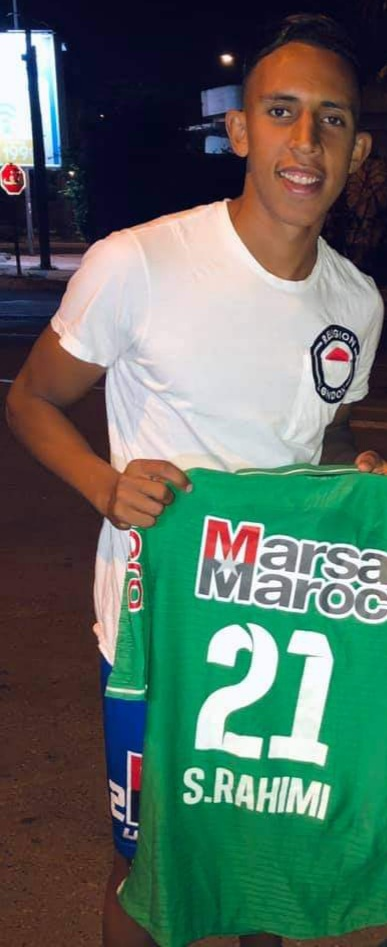
Soufiane Rahimi

- Haut – A
- B
- C
- D
- E
- F
- G
- H
- I
- J
- K
- L
- M
- N
- O
- P
- Q
- R
- S
- T
- U
- V
- W
- X
- Y
- Z

| Nom                   | Nationalité | Poste             | Période             |
| --------------------- | ----------- | ----------------- | ------------------- |
| Mustapha Rahimi       | Maroc       | Attaquant         | Années 1960         |
| Houssine Rahimi       | Maroc       | Attaquant         | 2021-2025           |
| Soufiane Rahimi       | Maroc       | Attaquant         | 2018-2021           |
| Ahmed Rahmani         | Maroc       | Défenseur central | 2012-2014           |
| Rahmatallah           | Maroc       | Attaquant         | 1964-1971           |
| Hossein Rajallah      | Maroc       | Défenseur central | 2007-2008           |
| Yassine Ramch         | Maroc       | Défenseur central | 2005-2008           |
| Ahmed Recchag         | Maroc       | Gardien de but    | 1964-1975           |
| Tarik Rizki           | Maroc       | Attaquant         | 1999-2001           |
| Youssef Rossi         | Maroc       | Défenseur central | 1995-1997 2003-2004 |
| Mohamed Roudani       | Maroc       | Défenseur central | 1950-1964           |
| Azzedine Rouhi        | Maroc       | Milieu de terrain | 1985-1989           |
| Mohamed Karam (Rubio) | Maroc       | Milieu de terrain | 1960-1968           |
| Réda Ryahi            | Maroc       | Milieu de terrain | 1997-2000           |

### S

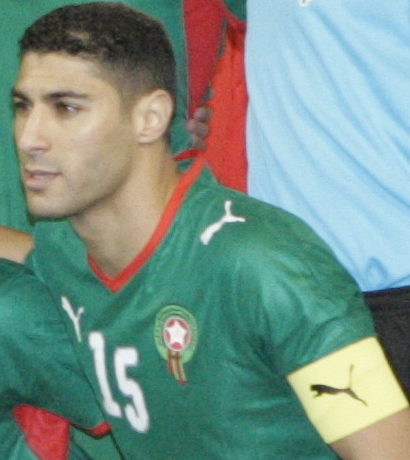
Youssef Safri

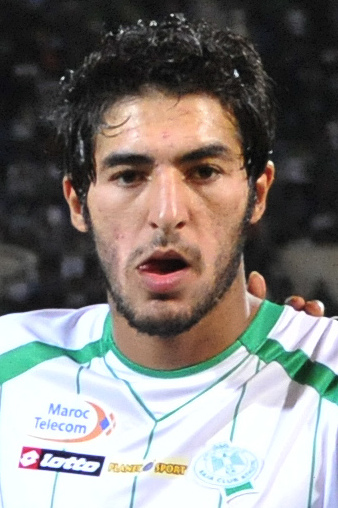
Yassine Salhi

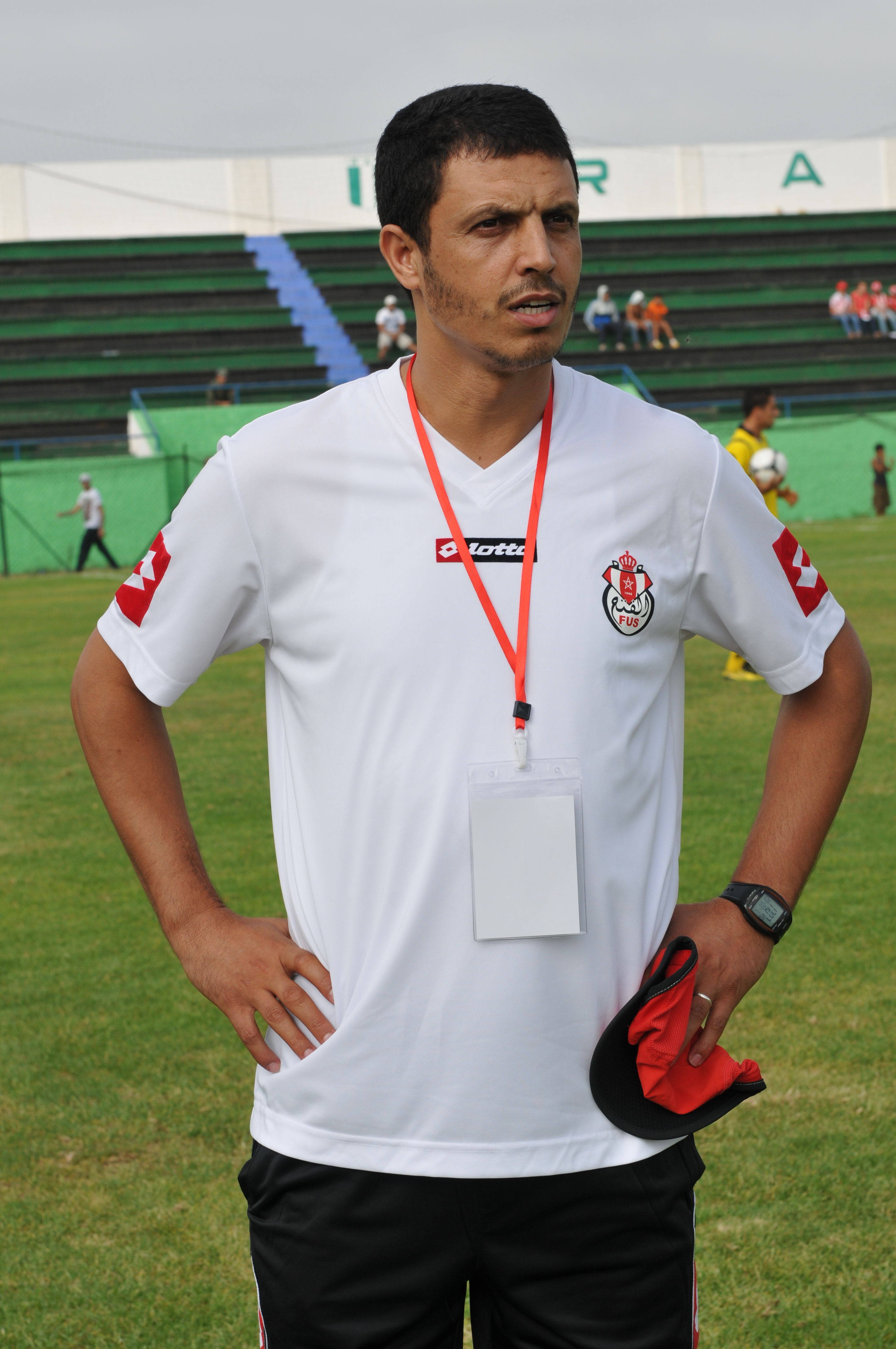
Jamal Sellami

- Haut – A
- B
- C
- D
- E
- F
- G
- H
- I
- J
- K
- L
- M
- N
- O
- P
- Q
- R
- S
- T
- U
- V
- W
- X
- Y
- Z

| Nom                  | Nationalité | Poste             | Période             |
| -------------------- | ----------- | ----------------- | ------------------- |
| Soufiane Sâadane     | Maroc       | Milieu de terrain | 2015-2016           |
| Rachid Saadini       | Maroc       | Attaquant         | 1983-1984           |
| Walid Sabbar         | Maroc       | Milieu de terrain | 2014-2018 2022-2023 |
| Brahim Sabir         | Maroc       | Milieu de terrain | 1995-1998           |
| Noah Sadaoui         | Maroc       | Attaquant         | 2020-2021           |
| Mohamed Ayman Sadil  | Maroc       | Défenseur latéral | 2015-2016           |
| Youssef Safri        | Maroc       | Milieu de terrain | 1997-2001           |
| Ahmed Safoui         | Maroc       | Milieu de terrain | 1973-1979           |
| Mohamed Sahraoui     | Maroc       | Attaquant         | 1974-1975           |
| Pape Ousmane Sakho   | Sénégal     | Attaquant         | 2024-               |
| Dahnane Sakim        | Maroc       | Attaquant         | Années 1960         |
| Réda Sakim           | Maroc       | Milieu de terrain | 2005-2008           |
| Adil Sarraj          | Maroc       | Défenseur latéral | 1998-2000           |
| Yassine Salhi        | Maroc       | Attaquant         | 2007-2016           |
| Mohamed Achraf Salim | Maroc       | Milieu de terrain | 2011-2012           |
| Cheikh Sarr          | Sénégal     | Attaquant         | 2000-2001           |
| Khalid Sbai          | Maroc       | Défenseur latéral | 2006-2009           |
| Said Seddiki         | Maroc       | Attaquant         | 1979-1991           |
| Jamal Sellami        | Maroc       | Milieu de terrain | 1995-1998 2001-2002 |
| André Senghor        | Sénégal     | Attaquant         | 2008-2010           |
| Bachir Seqay         | Maroc       | Défenseur latéral | 1981-1990           |
| Abdellah Sergi       | Maroc       | Attaquant         | 1993-1995           |
| Muhammad Shaban      | Ouganda     | Attaquant         | 2018-2019           |
| Aziz Sibous          | Maroc       | Gardien de but    | 1983-1985           |
| Gibril Sillah        | Gambie      | Attaquant         | 2021-2023           |
| Abdelhak Souadi      | Maroc       | Milieu de terrain | 1977-1986 1989-1990 |
| Mohamed Souboul      | Maroc       | Défenseur latéral | 2021-2024           |
| Anas Soudani         | Maroc       | Milieu de terrain | 2015-2016           |
| Mohammed Sahil       | Maroc       | Défenseur latéral | 1989-1990           |
| Mustapha Souieb      | Maroc       | Défenseur latéral | 1986-1994           |
| Oussama Soukhane     | Maroc       | Défenseur latéral | 2019-2023           |
| Moussa Soulaiman     | Maroc       | Attaquant         | 2002-2005           |
| Rachid Soulaimani    | Maroc       | Défenseur latéral | 2005-2015           |
| Abderahmane Soussi   | Maroc       | Attaquant         | 2024-               |

### T

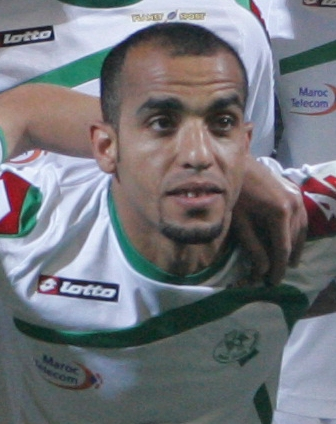
Rachid Soulaimani

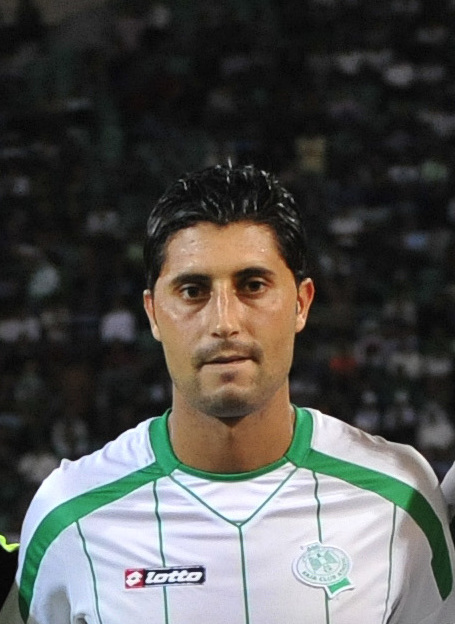
Hassan Taïr

- Haut – A
- B
- C
- D
- E
- F
- G
- H
- I
- J
- K
- L
- M
- N
- O
- P
- Q
- R
- S
- T
- U
- V
- W
- X
- Y
- Z

| Nom                 | Nationalité   | Poste             | Période             |
| ------------------- | ------------- | ----------------- | ------------------- |
| Khalid Tahoun       | Maroc         | Attaquant         | 1999-2000 2002-2004 |
| Hassan Taïr         | Maroc         | Milieu de terrain | 2006-2012           |
| Sami Tajeddine      | Maroc         | Défenseur latéral | 2000-2009           |
| Hicham Tajer        | Maroc         | Gardien de but    | 1995-1997           |
| Brahim Tajly        | Maroc         | Défenseur latéral | 1964-1974           |
| Soufiane Talal      | Maroc         | Milieu de terrain | 2011-2012           |
| Abdelhak Talhaoui   | Maroc         | Milieu de terrain | 2011-2012           |
| Maâti Tamayazou     | Maroc         | Attaquant         | 2019-2020           |
| El Maâtaoui Tijani  | Maroc         | Défenseur central | 1985-1993           |
| Abdelkabir Tissir   | Maroc         | Attauquant        | 1983-1984           |
| Valeriu Tita        | Roumanie      | Milieu de terrain | 1995-1996           |
| Abdelkader Tlemçani | Algérie       | Milieu de terrain | 1992-1993           |
| Hamza Toumi         | Maroc         | Défenseur latéral | 2016-2017           |
| Yahia Touré         | Côte d'Ivoire | Milieu de terrain | 2007-2008           |
| Mustapha Toutia     | Maroc         | Gardien de but    | 1990-1995           |
| Abdou Razack Traoré | Côte d'Ivoire | Attaquant         | 2005-2006           |
| Soumaila Traoré     | Mali          | Attaquant         | 1993-1994           |

### U
- Haut – A
- B
- C
- D
- E
- F
- G
- H
- I
- J
- K
- L
- M
- N
- O
- P
- Q
- R
- S
- T
- U
- V
- W
- X
- Y
- Z

| Nom | Nationalité | Poste | Période |
| --- | ----------- | ----- | ------- |
| —   |             |       |         |

### V
- Haut – A
- B
- C
- D
- E
- F
- G
- H
- I
- J
- K
- L
- M
- N
- O
- P
- Q
- R
- S
- T
- U
- V
- W
- X
- Y
- Z

| Nom                 | Nationalité | Poste     | Période   |
| ------------------- | ----------- | --------- | --------- |
| Moussa Traoré Vatet | Sénégal     | Attaquant | 1999-2000 |

### W

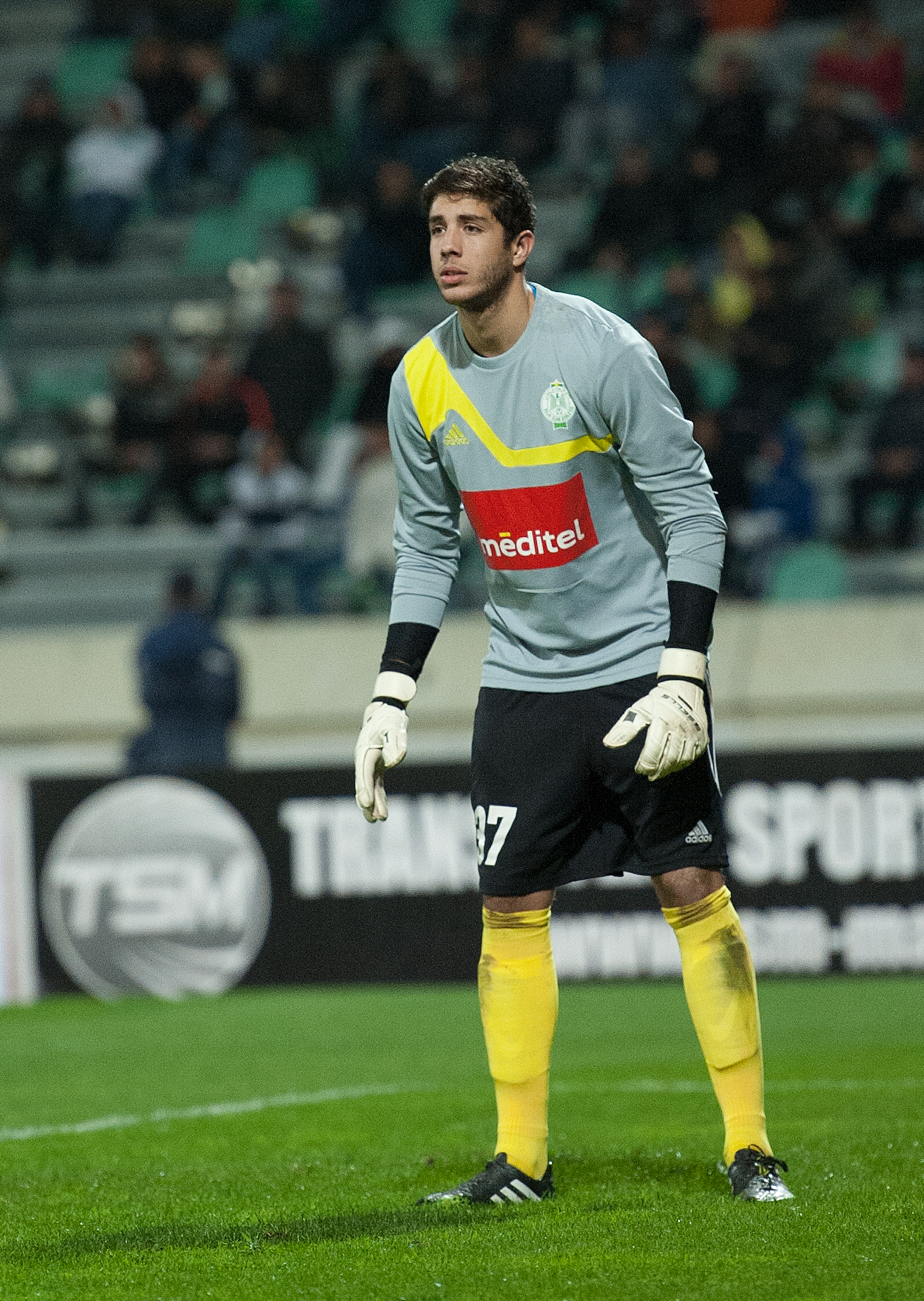
Brahim Zaari

- Haut – A
- B
- C
- D
- E
- F
- G
- H
- I
- J
- K
- L
- M
- N
- O
- P
- Q
- R
- S
- T
- U
- V
- W
- X
- Y
- Z

| Nom               | Nationalité | Poste             | Période   |
| ----------------- | ----------- | ----------------- | --------- |
| Yacine Wakili     | Maroc       | Attaquant         | 2011-2014 |
| Eustache Wanssi   | Cameroun    | Milieu de terrain | 2007-2008 |
| Sanad Warfali     | Libye       | Défenseur central | 2018-2021 |
| Abyad Weld Sbaiya | Maroc       | Attaquant         | 1950-1958 |

### X
- Haut – A
- B
- C
- D
- E
- F
- G
- H
- I
- J
- K
- L
- M
- N
- O
- P
- Q
- R
- S
- T
- U
- V
- W
- X
- Y
- Z

| Nom | Nationalité | Poste | Période |
| --- | ----------- | ----- | ------- |
| —   |             |       |         |

### Y
- Haut – A
- B
- C
- D
- E
- F
- G
- H
- I
- J
- K
- L
- M
- N
- O
- P
- Q
- R
- S
- T
- U
- V
- W
- X
- Y
- Z

| Nom            | Nationalité | Poste     | Période   |
| -------------- | ----------- | --------- | --------- |
| Mohamed Yakubu | Ghana       | Attaquant | 2015-2016 |

### Z

Marouane Zemmama

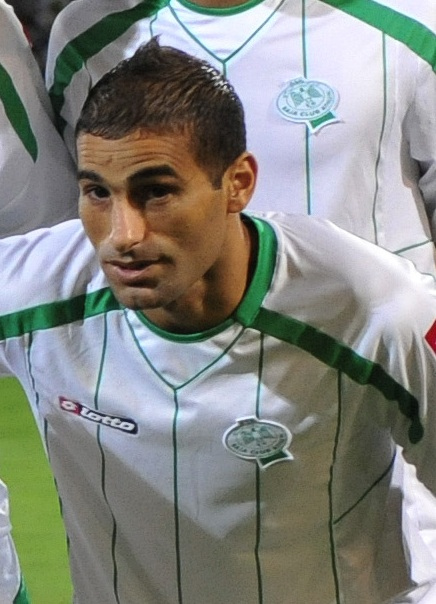
Zakaria Zerouali

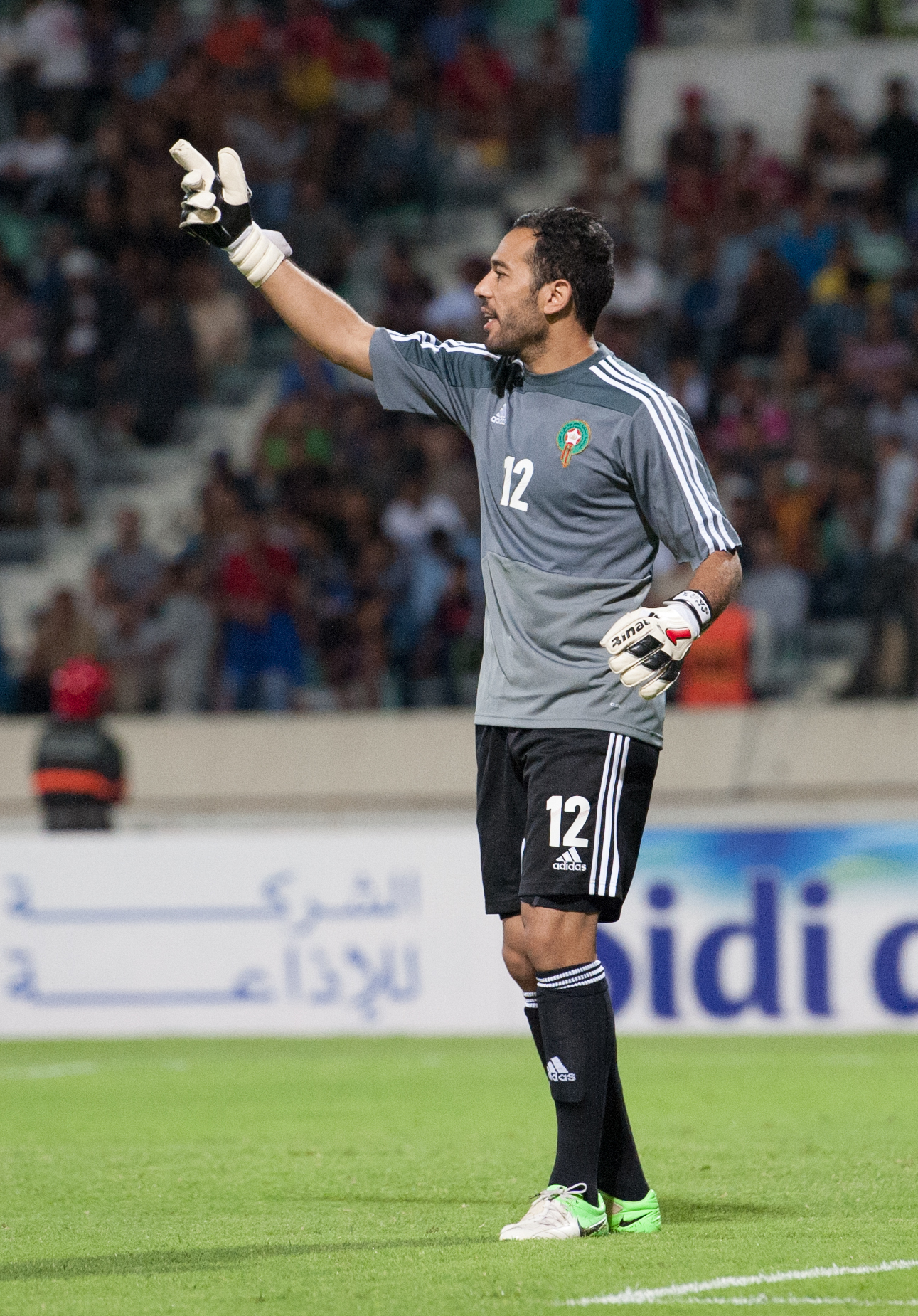
Anas Zniti

- Haut – A
- B
- C
- D
- E
- F
- G
- H
- I
- J
- K
- L
- M
- N
- O
- P
- Q
- R
- S
- T
- U
- V
- W
- X
- Y
- Z

| Nom               | Nationalité | Poste             | Période             |
| ----------------- | ----------- | ----------------- | ------------------- |
| Brahim Zaari      | Maroc       | Gardien de but    | 2013-2014           |
| Abdelhadi Zadi    | Maroc       | Défenseur latéral | 1992-1994           |
| Noureddine Zahidi | Maroc       | Milieu de terrain | 2006-2007           |
| Abdelkarim Zahir  | Maroc       | Défenseur central | 1979-1980           |
| Amr Zaki          | Maroc       | Attaquant         | 2014                |
| Omar Zaouit       | Maroc       | Attaquant         | 2002-2003           |
| Jalal Zekmous     | Maroc       | Attaquant         | 1998-2000           |
| Samir Zekroumi    | Maroc       | Défenseur central | 2008-2010           |
| Marouane Zemmama  | Maroc       | Milieu de terrain | 2000-2006 2013-2014 |
| Nawfel Zerhouni   | Maroc       | Attaquant         | 2015-2016 2023-2025 |
| Zakaria Zerouali  | Maroc       | Défenseur latéral | 2005-2011           |
| Abdelghani Zerraf | Maroc       | Défenseur latéral | 1987-1994           |
| Abderezzak Zerraf | Maroc       | Milieu de terrain | 1992-1996           |
| Abdellah Zhar     | Maroc       | Attaquant         | 1963-1966           |
| Marouane Zila     | Maroc       | Attaquant         | 2023-2025           |
| Rimy Zitouni      | Maroc       | Défenseur central | 1992-1999           |
| Anas Zniti        | Maroc       | Gardien de but    | 2015-2025           |
| Abdelaziz Zouine  | Maroc       | Milieu de terrain | 1995-1996           |
| Abdessamad Zouine | Maroc       | Milieu de terrain | 2000-2002           |
| Khalid Zouine     | Maroc       | Attaquant         | 2001-2003           |
| Mohamed Zrida     | Maroc       | Milieu de terrain | 2019-2025           |
| Nouredine Zyati   | Maroc       | Milieu de terrain | 1998-1999           |

## Buteurs par saison
- Si vous ne connaissez pas le sujet, laissez ce bandeau (vous pouvez alors contacter les auteurs).
- Si vous supprimez le contenu mis en cause (vous pouvez préalablement contacter les auteurs),

argumentez précisément cette suppression dans la page de discussion
(un manque de référence n'est pas un argument ; une recherche réelle de référence doit avoir été effectuée, être formellement documentée).
| Saison  | Joueur                   | Nationalité | Buts marqués | Match joués | Ratio B/M |
| ------- | ------------------------ | ----------- | ------------ | ----------- | --------- |
| 1999-00 | Mustapha Moustawdae      | Maroc       | -            | -           | -         |
| 2000-01 | Bouchaib El Moubarki     | Maroc       | -            | -           | -         |
| 2001-02 | Hicham Aboucherouane     | Maroc       | -            | -           | -         |
| 2002-03 | Hicham Aboucherouane (2) | Maroc       | 20           | -           | -         |
| 2003-04 | Mustapha Bidoudane       | Maroc       | 15           | -           | -         |
| 2004-05 | Soufiane Alloudi         | Maroc       | 16           | -           | -         |
| 2005-06 | Mustapha Bidoudane (2)   | Maroc       | 12           | -           | -         |
| 2006-07 | Soufiane Alloudi (2)     | Maroc       | 17           | -           | -         |
| 2007-08 | André Senghor            | Sénégal     | 9            | 17          | 0,52      |
| 2008-09 | Mohsine Moutouali        | Maroc       | 10           | 28          | 0,35      |
| 2009-10 | Omar Najdi               | Maroc       | 13           | 26          | 0,5       |
| 2010-11 | Hassan Taïr              | Maroc       | 8            | 20          | 0,4       |
| 2011-12 | Yassine Salhi            | Maroc       | 16           | 42          | 0,38      |
| 2012-13 | Mouhcine Iajour          | Maroc       | 12           | 30          | 0,4       |
| 2013-14 | Mouhcine Iajour (2)      | Maroc       | 16           | 45          | 0,35      |
| 2014-15 | Abdelilah Hafidi         | Maroc       | 9            | 33          | 0,27      |
| 2015-16 | Abdelilah Hafidi (2)     | Maroc       | 12           | 29          | 0,41      |
| 2016-17 | Issam Erraki             | Maroc       | 10           | 34          | 0,29      |
| 2017-18 | Mouhcine Iajour (3)      | Maroc       | 25           | 43          | 0,58      |
| 2018-19 | Mouhcine Iajour (4)      | Maroc       | 29           | 55          | 0,52      |
| 2019-20 | Mohsine Moutouali (2)    | Maroc       | 14           | 45          | 0,31      |
| 2020-21 | Ben Malango              | RD Congo    | 24           | 42          | 0,57      |
| 2021-22 | Hamid Ahaddad            | Maroc       | 13           | 28          | 0,46      |
| 2022-23 | Hamza Khabba             | Maroc       | 8            | 34          | 0,23      |
| 2023-24 | Yousri Bouzok            | Algérie     | 15           | 33          | 0,45      |
| 2024-25 | Adam Ennafati            | Maroc       | 13           | 36          | 0,36      |